# オーバーロード (小説)
『オーバーロード』（OVERLORD）は、丸山くがね（旧名：むちむちぷりりん）による日本のライトノベルおよびそれを原作とするメディアミックス作品。イラストはso-binが担当している。略称は「オバロ」。小説投稿サイト「Arcadia」にて2010年5月から連載開始、後に「小説家になろう」でも2012年3月から掲載されている。書籍版はエンターブレイン→KADOKAWAより2010年5月から刊行されている。
2024年1月時点でシリーズ累計部数は1400万部を記録している。『このライトノベルがすごい!』単行本・ノベルズ部門では2017年版で1位、2018年版・2019年版で共に4位、2023年版で9位を獲得。
第2期アニメ公式サイトで2017年12月26日から2018年2月10日まで限定でスピンオフ4コマ『2期エンディングを考えよう』が配信された。

## あらすじ
（※WEB版及び書籍版の共通部分を記述する。）
長らく続いたVRMMORPG「ユグドラシル」がサービス終了を迎え、ゲーム内で栄光を誇ったギルド「アインズ・ウール・ゴウン」のメンバーであるプレイヤー、モモンガはギルドの本拠地「ナザリック大墳墓」で一人、最後の瞬間を待っていた。
カウントダウンが始まり、モモンガは目を閉じてかつての仲間達との思い出に浸る。しかし、サービス終了の時刻になっても強制ログアウトは起こらず、それどころか、プレイヤーが命令しなければ行動しないはずのNPCたちが意思を持って動き出し、生きて言葉を発することに驚いたモモンガは、彼自身もゲームの中の（自分が作った）キャラクターとなってしまっていることに気付く。ナザリック大墳墓は、「ユグドラシル」とは似通っているが異なる世界に転移していた。
転移後の世界で、モモンガはかつてのギルド名「アインズ・ウール・ゴウン」に名乗りを改め、ナザリック地下大墳墓の勢力を率いて行動を起こす。その目的は、アインズ（モモンガ）が不用意に口にした「世界征服」である。彼は、自分たちの力がこの世界の水準と比較してあまりにも強大であることを認識しつつも、まだ見ぬ強者、未知の技術の可能性を疑い、何よりその裏に見え隠れする別のプレイヤーの存在や痕跡を探るため、慎重な姿勢を崩さずに挑んでいく。

## 登場人物
書籍版に基づく。

### 主要人物
アインズ・ウール・ゴウン / モモンガ (ainz ooal gown/MOMONGA)
声 - 日野聡
本作の主人公。骸骨の姿をした魔法使い。現実世界では「鈴木悟（すずき さとる）」という名前の冴えないサラリーマンだったが、ゲーム時代に作ったアバターのままにユグドラシルの法則が通用する異世界へ転移してしまう。ゲーム時代にアンデッド種族の最高峰であるオーバーロードであったため、その強大な力も相まってその存在を知る者からは「超越者」や「魔王」として敬されている。現実世界では天涯孤独であるという身の上から、現実世界への帰還には執着していない。一方で、居場所であり仲間であったナザリックやギルドメンバーに執着しており、それが行動原理の一つになっている。
ゲーム時代はモモンガというHNでプレイしていたが、転移後は自らが長として意見のまとめ役を担っていたギルド「アインズ・ウール・ゴウン」そのものの名を名乗る。これはただ一人残った己が他のメンバー全員を背負うことに加え、自分以外に異世界に転移しているかもしれない「ユグドラシル」のプレイヤーを探し出すためである。
普段は温厚な性格であり無益な殺生は好まず、利用価値があるならば死地にある者を助命することもある。その一方で、ナザリックの利益に結びつくなら大量殺戮も辞さず、ナザリックNPCとナザリックの誇りを傷付ける存在には激しい怒りを露わにし、苛烈な報復を行う。アンデッド化によって感情の起伏は抑制されている。基本的に一人称は「私」だが、モノローグで"鈴木悟"として語る場面、若しくは激昂する際には「俺」に変わる。
実際は一介のサラリーマンでしかなかった凡人であるが、部下に対しては全知全能の絶対者として振舞っており、そのイメージに沿った言動を余儀なくされている。
「ユグドラシル」のプレイヤー時代に最高レベルの100lvに到達していたが、魔力系魔法詠唱者の魔法職の職業（クラス）しか取っていなかった。しかし、第十位階までの位階魔法と超位魔法を修得していた為、作中世界での魔力系魔法詠唱者としては、最強クラスの実力を誇る。アンデッドである為、得意とするのは主に死霊系の魔法と特殊技術（スキル）ではあるが、炎属性と神聖属性の攻撃が弱点。さらに、魔法は全て魔力（MP）に依存したものばかりであるため、魔力（MP）が尽きると戦闘を続行するのが困難になってしまうが、モモンとして作中での強者との戦闘を繰り返すことによって、アダマンタイト級冒険者と互角以上に渡り合える程の戦闘力を獲得していった。
作者は理想の最強主人公を書きたいと考えていたため、人間では毒殺されたり寝込みを襲われるという危険性を考慮してアンデッドになったという。
2016年6月20日からニコニコ静画にて行われた人気投票では1位を獲得。
モモン
金銭確保や情報収集のため、アインズが身分を偽って冒険者として活動する際の姿。エ・ランテルを拠点に活動している。
単なる偽装身分に留まらず、将来アインズ・ウール・ゴウンが英雄として歴史の表舞台に立つための名声の下地作りという側面が強い。
人間の都市に潜入する都合上、顔立ちは幻術で欺いている。偽装の一環として、魔法で創り出した漆黒の全身鎧を纏っており、これは後に通称の「漆黒」の由来にもなっている。
戦闘技術に関しては当初未熟であったが、強者との戦闘を重ねる中で戦闘者としてのセンスに磨きをかけつつある。
極めて短期間で王国最高峰のアダマンタイト級冒険者に上り詰め、多くの高難度の依頼をこなしつつ、遂には王都を震撼せしめた大悪魔ヤルダバオトの撃退によってその名声を不動のものとした。アインズ本人のビジネスマナーを意識した行動によって、下に驕らず器の大きい大人物として名声を高めている。魔導国建国後は、主にエ・ランテルの守護者として魔導王であるアインズを牽制しつつ、街と住民達を守っているが、この時のモモンはアインズの命で影武者としてモモンに変身したパンドラズ・アクターである。

アルベド (albedo)
声 - 原由実
本作のヒロイン。階層守護者統括であり、世界級アイテムの一つ・真なる無（ギンヌンガガプ）の所有を認められる等、名実共にナザリック地下大墳墓に存在する全NPCの頂点に立つ存在。アインズの正妃を自称している。
外見は腰から黒色の天使の翼、こめかみから生えた山羊の如き角、縦に割れた虹彩と金色の瞳等、奇異な点はあるが普段は絶世の美女といってよい姿をしている。翼は感情表現にも使われている。戦地には漆黒の鎧「ヘルメス・トリスメギストス」を纏った完全武装の姿で赴き、緑色の病んだような微光が宿るバルディッシュ「3F」を武器とする。Lv100ゆえの高水準の能力に加え、守りに長けたクラスを固めて取得しているため、アインズの盾を任せられる高い防御能力を持っている。
ナザリックの運営管理という内政面においても極めて高い能力を持ち及ぶ者はない。
設定魔だったギルドメンバーが作成した長大な設定の果てにあった「ちなみにビッチである」という一文を、サービス終了間際に茶目っ気を出したモモンガによって「モモンガを愛している」に改変され、その影響かサービス終了後の異変後は彼のことを深く愛するようになる。
立場上、玉座に座すアインズの横に控え失態を演じた守護者への叱責や、アインズ・ウール・ゴウンの威を損なうような行動をとった主人への諫言を行うことが多い。
ただし、実際のところ彼女の忠誠と愛情はあくまでもアインズ（モモンガ）という個人のみに向けられており、主人の愛するギルドそのものにまでは及んでいない。内心では彼らはナザリックのNPC達を見捨てたと見なしているため、他の造物主に対しては恨みや不満を抱いている描写がある。また、人間についても下等生物として毛嫌いしている。
2016年6月20日からニコニコ静画にて行われた人気投票では2位を獲得。
シャルティア・ブラッドフォールン (shalltear bloodfallen)
声 - 上坂すみれ
ナザリック第一、第二、第三階層「墳墓」の守護を任された階層守護者。
いわゆる真祖としての吸血鬼であり、冷然とした超越者としての雰囲気を纏う少女。
外見は白蝋染みた肌を身に包んだボールガウンやフィンガーレスグローブで露出させず、長い銀の髪と真紅の瞳を持った非常に端正な面立ちをしている。胸のみは不自然な程盛り上がっているが、これは胸パッドである。歩くとずれたり落としたりするために、移動の際は基本的に転移門（ゲート）を利用している。
一対一の戦闘でならば守護者最強である。高水準かつバランスの取れた能力値、ステータス異常の無効化等、様々な特殊能力を持つ、加えて対アンデッドに適した信仰系魔術詠唱者でありながら、肉弾戦に長けた職業も取得している。ただし戦闘時間が長引くと「血の狂乱」によって狂戦士（バーサーカー）化し、制御が効かなくなるという大きな弱点があり、加えて圧倒的な実力への過信からか、不用意で考え無しな行動に出てしまうことが多い。
制作者の趣味で「同性愛」、「嗜虐趣味」等エロゲにありがちな多数の設定が投入されており、本人の性格もおおむねそれに沿ったものである。口調もキャラに沿った語尾に「〜でありんす」をつける間違った廓言葉だが、日に一度は「わらわ」を使うことを除けば、一人称は主に「わたし」。
数ある性的嗜好の一つ「ネクロフィリア」の関係もあってかアインズを心の底から愛し睦言を囁くこともしばしばであるが、そのこともあってアルベドとの衝突も多々あり、その際は本当の姿を揶揄した「ヤツメウナギ」あるいは「ウナギ」と呼ばれた。同格の守護者アウラ相手等には制作者の関係もあって、見た目通りの幼さを見せることもままある。
コキュートス (cocytus)
声 - 三宅健太
ナザリック第五階層「氷河」の守護を任された階層守護者。
巨大な二足歩行の昆虫に悪魔的な印象を混ぜ合わせた姿をしている。常に冷気を纏わせたライトブルーの体に、体表や尾全体に鋭いスパイクが付いている。4本の腕はそれぞれに違う得物を携え、武器を持った際の攻撃力は守護者随一であり、氷結系統等の一定の魔法も行使できる魔法戦士。
鎧を想起させる厳しい外見に似合い能力も性格も武人そのものの武骨なものであり、格下であっても勇敢な戦士には敬意を払う。「至高の四十一人」全員の武器を知る他、戦士としての観察眼はアルベドに勝る。発せられる言葉は漢字を除けばカタカナで表記されるなど硬質なものとなっている。
謹厳かつ剛直な性格ではあるが、アインズの子供に「爺」として仕える未来を夢想してトリップするなど、他の守護者と同様に妙な部分も持ち合わせている。正反対の性格のデミウルゴスとなぜか仲がいい。
アウラ・ベラ・フィオーラ (aura bella fiora)
声 - 加藤英美里
ナザリック第六階層「ジャングル」の守護者。
外見は10歳程度の少女で、金髪のショートヘア、緑と青のオッドアイ、褐色の肌と長く尖った耳を持つダークエルフ。同守護者である双子の弟マーレの姉で、製作者の遊び心によって男装させられている。
単体としての戦闘能力は他のナザリックの100lvNPCと比べ劣るものの、総数100にもなる魔獣の使役および様々なスキルによる群としての強さを持つ。
年齢は76歳だが長命種のため外見も言動も子供っぽい。元気一杯の子供かつ子犬のような性格をしており、アインズからは苛烈な性格なNPCと比較して、マーレとともに癒しのように思われている。反面、幼さ故の無邪気な残酷さも垣間見せ、仲間以外にはかなり見下した判断をする。
アインズからはトブの大森林内部に緊急避難場所を建設するよう命じられる他、森林や魔獣についての知識を求める時に呼び出されている。魔導国の勢力が拡大すると同国全域を網羅した広範囲の警戒網の構築を行っている。
マーレ・ベロ・フィオーレ (mare bello fiore)
声 - 内山夕実
ナザリック第六階層「ジャングル」のもう一人の守護者。
外見は双子の姉アウラと同じだが、制作者の遊び心によって姉とは配色が逆の緑と青のオッドアイであるものの、おおむね同じ格好にスカートを履かされ女装させられている。
気弱で姉には逆らえず、いつもおどおどとした姿を晒しているが、アインズからは広範囲に渡る地形改変を任される等後衛魔法職としての能力は高い。その実力は守護者でも二番手に付けるとセバスには評される。ナザリック外の存在には徹底的に無関心で特に敵に対しては無感情であり容赦無く、気弱な性格を演じている節も見受けられる。
デミウルゴス (demiurge)
声 - 加藤将之
ナザリック第七階層「溶岩」の守護を任された階層守護者。
巧言令色を弄し、人間を陥れ破滅に追いやることを悦びとする悪魔。冷静沈着で口調は非常に慇懃。ナザリック最高峰の頭脳の持ち主であり、ナザリックの行う様々な方策に関わる。
モモンガが軽い気持ちで口にした世界征服という戯言を本気にしてしまい、ナザリックの大方針を定めた張本人である。彼もまた他のナザリックNPCと同様、主人であるアインズが自分達を凌駕する鬼謀の持ち主であると信じ込んでおり、中身は凡人であるアインズは知ったかぶりをしながら常に彼らの期待に応える羽目に陥っている。
三つ揃えのスーツを着、黒髪をオールバックにした東洋系の顔立ちを丸眼鏡で飾った知的ホワイトカラーのような印象でその眼鏡の奥には宝石のような瞳が覗く。その上で銀のプレートメールで覆われた六本の棘付きの尻尾を持った姿をしている。また複数の形態を持ち、その内の一つ半悪魔形態では皮膜状の翼を生やし、蛙じみた顔に変化する。
ナザリック至上主義を掲げ、ナザリックに所属する者として例外なく身内には優しい。ただし人間に関しては面白い玩具あるいは有用な家畜と見なしているにすぎず、その点でセバスとよく意見が対立する。”羊”と称した人間を牧場で大量に飼育し、彼等からスクロールに使う為の”羊皮紙”を剥ぎ取っている。
秘密主義や、腹に一物ありそうな振る舞いをするものの、アインズへの忠誠心は守護者の中で一、二を争う程強い。
ヤルダバオト
仮面を付けた大悪魔。その正体は、アインズの冒険者としての姿であるモモンの名声を手っ取り早く高めるための「強敵」として変装したデミウルゴス。また、アインズの世界征服計画の裏の実行役としても暗躍する。ローブル聖王国への侵攻時には「魔皇ヤルダバオト」と名乗っている。アインズと対峙した時は、配下の三魔将“憤怒”と入れ替わり、二度に渡って対決した後、敗北した。

セバス・チャン (sebas tian)
声 - 千葉繁
ナザリック第九、第十階層に控え、メイド長と共に「至高の四十一人」の生活面を支える最高責任者である執事。竜人。
厳密には守護者ではないが、役職上で他の階層守護者とは同格の扱いであり、直属の部下として10人の男性使用人と執事助手、戦闘メイド隊「プレアデス」を指揮下に持つ。ナザリックではごく少数派の「善」に傾いた性格で、制作者であるたっち・みーに似た人格者であり、弱者の守護と救済を是とする。アインズからは怒ると怖いところまで制作者と似ていると称されている。
外見は黒のタキシードに白髪白髭のステレオタイプな老執事そのものだが、その双眸は猛禽のように鋭い。真の姿を見せた際の戦闘能力は総合的にはナザリック随一のもので、武器を手に取らない格闘戦を主としている為、アダマンタイト級の実力を誇る「六腕」を瞬殺する程の実力を発揮出来る。スキルとしては気功術による治癒や支配化による情報の聞き取り等を有する。
重厚沈毅な見かけによらず、情に流されて浅慮な行動を取ってしまうところもあり、プロフィールでも彼の善良さは「優しさ」ではなく「甘さ」である、と評されている。
制作者同士も犬猿の仲であったが、弱者を弄ぶことを好むデミウルゴスとは全く反りが合わず、表面上は慇懃な対応をするものの事あるごとに意見が対立する。

### ナザリック地下大墳墓

#### 階層守護者
アルベド

シャルティア・ブラッドフォールン

ガルガンチュア
第四階層「地底湖」の階層守護者。
アインズ・ウール・ゴウンのギルドメンバーによって作られたNPCではなく、ユグドラシルというゲームのルール上に存在していた全高30メートルほどの戦略級攻城ゴーレム。厳密には守護者ではなく、あくまでも守護者の地位を与えられたゴーレムである。意思を持たないが戦闘ステータスはシャルティアをも上回り、単純な攻撃力・防御力であれば守護者最強クラスを誇る。ユグドラシルでは拠点攻略戦でしか使用できない制限があったが、転移後の世界でもその巨体と破壊力故にナザリック内での運用には適しておらず、普段は地底湖の底に沈められる形で保管されている。ゴーレム騎兵団と戦わせるために制作されたという設定がある。
コキュートス

アウラ・ベラ・フィオーラ

マーレ・ベロ・フィオーレ

デミウルゴス

ヴィクティム (victim)
声 - 東山奈央
第八階層「荒野」の守護者。
天使の輪と枯れたような翼を持つ全長1メートル程の胚子のような姿をしている。
文中ではルビとして平仮名が平仮名に打たれている独特な言語を操る。アインズは「エノク語」であるはずと訝しみつつ何とか納得しているが、実のところは五十音を色名（絵の具）に変換して表記した奇怪な言語である。
自身の戦闘力は乏しいようだが、死亡時に発動する強力な足止め系のスキルを保有しており、自身の存在も「死ぬことが仕事」と当たり前のように受け入れている。
セバス・チャン

#### 領域守護者
パンドラズ・アクター (pandora's actor)
声 - 宮野真守
ナザリック宝物殿の領域守護者。宝物殿の管理の他、金貨の出納等を行う財政面での責任者でもある。
「至高の四十一人」全員の外装をコピーし、その能力の八割程を行使できる（ただし、たっち・みーのワールドチャンピオンのような特別な能力は例外）。そのためアインズ（モモン）の影武者を務めることも可能であり、セバスへの詰問等で明言こそされていないものの主人の代行を度々している。
ナチス親衛隊制服に酷似した軍服を身に纏っている。どの階層守護者にも属さない別格の存在で、その戦闘力も階層守護者のトップクラスに並ぶとされるが、アインズ以外誰もその姿を見たことがなかった。
マジック・アイテム・フェチであり、時にはドイツ語を交えた伊達男のような派手な言動・挙動で周囲を振り回すその姿は、制作者であるモモンガ自身が「格好いい」と思っていた忘れたい過去（黒歴史）そのものであった。そのため、設定上ナザリックトップクラスの頭脳と知略に加え上記の通り利便性に富む能力を持ちながらも、かつてのギルドメンバーの姿を永久保存する意味もあってアインズ本人は表に出すことを躊躇していた。
恐怖公 (kyouhukou)
声 - 神谷浩史
ナザリック五大最悪の一角・住居最悪。第二階層の一区画「黒棺（ブラック・カプセル）」を任された領域守護者で、コキュートスの盟友でもある。
外見は体高30cm程の直立したゴキブリ、ただし顔面は正面を向いている。貴族然とした振る舞いと衣装を身に纏い、一人称は「我輩」。口調も紳士的だが特殊能力として、大小問わず無数のゴキブリを召喚することができる。生理的嫌悪感では済まない数の暴力で対象を嬲り殺し、拷問に用いられた場合は短時間の内に心を折る。
ニグレド
声 - 井上喜久子
第五階層に存在する館「氷結牢獄」地上階を守護する領域守護者。情報収集に特化した魔法詠唱者。
アルベドと同じ制作者に姉として創造され、設定上及び互いの認識も姉妹関係である。外見は黒の喪服姿に長い黒髪と寡婦のような姿で顔面の各パーツは整っているが、表皮が無いために顔は剥き出しのままであり、異様な容貌となる。
性格は割とまともなものの、「亡子を求める怪人」といった風情の制作者謹製のホラーチックな寸劇を繰り広げた後でないと会話に入れない。
ニューロニスト・ペインキル (neuronist painkill)
声 - 玄田哲章
ナザリック五大最悪の一角・役職最悪。第五階層の氷結牢獄地下にある「真実の部屋 (Pain is not to tell) 」に配置されている領域者にして特別情報収集官。
6本の触手を持つタコのような頭部と、ネイルアートを施した4本指を持ち、溺死体のような膨れ上がった白い体を申し訳程度に革帯で覆った姿をしている。語尾に「ん」を付ける話し方が特徴（「○○かしらん」「○○よん」他）。
男とも女とも判断しがたい濁声だが、本人は「おねえさん」を自称。異性としてアインズに好意を寄せており、シャルティアやアルベドをライバル視している。中性で性別はない。
制作者が尿道結石で苦しんだらしく、それを再現した拷問を行う。
ペストーニャ・S（ショートケーキ）・ワンコ
声 - 新井里美
ナザリック地下大墳墓のメイド長。第九階層の領域守護者。直立歩行した犬の姿をしている。顔を縦断する継ぎ接ぎの跡がある。
高位の神官であり、強力な治癒魔法及び復活魔法を行使できる。体毛は冷気への耐性を備えている。
語尾に「わん」をつけるが、たまに忘れる。ナザリックでは例外的な慈悲深い性格の一人。
メイド長として一般メイドの管理をしており、セバスが不在になると、九〜十階層の運営管理も行っている。セバスからツアレを託された際にも、セバスが彼女を伴侶とすべく、腰掛けとしてメイド職に就けたと思い込み、ナザリックのメイドとしての教育を施している。

#### プレアデス
ギルドメンバーによって一般メイドとは違う特色を持って製作された、戦闘能力を備えるメイドチーム。彼女らプレアデスは擬態か常態かの違いはあれど、一貫して転移先の世界においても端麗な容姿と強力な装備である改造メイド服が与えられており、その個性は強い。ゲーム中のレベルとしてはおよそ50 - 60であり、大半が種族レベルより職業レベルを多く習得している。
ユリ・アルファ（yuri・α）
声 - 五十嵐裕美
ナザリックにおいて戦闘能力を持つ6人のメイド、チーム「六連星（プレアデス）」の長女。種族は首無し騎士（デュラハン）。
プレアデスの副リーダーであり、まとめ役。明確な序列を持たない他のメンバーからも姉として慕われている。夜会巻きに伊達眼鏡といった怜悧で知的な風貌に見合い、ナザリックでも珍しく属性が善側に寄っており、生真面目かつ公私の別を弁えた少々お堅い性格。胸部は豊満。癖で意地悪な教師のように棒状のムチで机等に叩き付け「ピジピシ」と音を立てる一面もある。素の口調はボクっ娘。アウラやペストーニャと仲が良く、私的な場では「アーちゃん」・「ペス」と呼んでいる。ただ、シャルティアはネクロフィリアであるため苦手としている。
棘付きのガントレットを装備し、格闘系の職業を取得している。肉弾戦を得意とし、短距離を転移したと見紛うような素早さも持つ。
ルプスレギナ・ベータ（lupusregina・β）
声 - 小松未可子
チーム「プレアデス」の次女。種族は人狼（ワーウルフ）。
初めて見た者の目を釘付けにする程の美女。褐色の肌に髪型は三つ編み。狼形態の際は四足歩行に変わる。
神官系の職業を習得しており着用している改造メイド服もそれに沿った物を合わせている。回復のみならずある程度の肉弾戦や攻撃魔法の行使もこなせる。銀製の物が嫌いであり触れることすら忌避する。
食欲旺盛で芋等が好物。語尾に「〜っす」と付ける蓮っ葉で明るい口調が特徴的だが、場によっては淑女のようにも振る舞える器用な女性である。
ナザリックに属する者の中では弱い人間種等にも人当たりのいい対応と友好的な態度を取れる一人。そのため、カルネ村に監視兼重要人物の護衛を兼ねて派遣される。
表面的な明るい態度は演技で本来は残忍で狡猾な性格を持ち、嗜虐心も強く弱者をいたぶることを趣味とする。不可視系の魔法を利用してか、気配の無いところから唐突に現れては驚かせるという遊び心の持ち主でもある。
カルネ村での任務を主とする。村への連絡や監視、重要人物の護衛、錬金術アイテム等の物資の運搬、村に派遣されたストーンゴーレムへの指示、村を狙う者の抹殺等の仕事を行っている。
ナーベラル・ガンマ（narberal・Γ）
声 - 沼倉愛美
チーム「プレアデス」の三女。種族は二重の影（ドッペルゲンガー）。
プレアデスの他のメンバー同様、美しい顔立ち。色白の肌はきめが細かく、切れ長の眼に黒の瞳をしている。黒髪は長くポニーテール。年齢は10代後半から20代。淑やかそうな雰囲気を漂わせている。
種族レベルを最低限の1に抑え、それを除くレベルの全てを職業クラスに割り振った生粋の魔法職。魔法詠唱者としての得意分野は電撃系、一個の分野に特化することで汎用性を落とした分威力を上げるという職業構成がされており、鎧や剣の装備が可能な職業も取得している。
制作者・弐式炎雷と仲の良かった武人建御雷に創造されたコキュートスとは親しく、二人だけになるとノリが良く、彼らのイメージからは、かけ離れた行動を取ることがある。
ナザリックの全般的な傾向である人間蔑視の思想を強く持つ一人である。やや短気なところがあり、人間を公然と虫けら呼ばわりする毒舌家。ただし、人間を積極的に害しようとする意志はなく基本的には無視を貫く。真の姿はナザリックでは過半を占める異形種であるものの、転移後の世界では人間と変わらない姿を常時取れる希少なNPCであることを見込まれ、普段の姿のままで漆黒の英雄「モモン」の相方、美姫「ナーベ」として活動する。
2016年6月20日からニコニコ静画にて行われた人気投票では3位を獲得。
シズ・デルタ
声 - 瀬戸麻沙美
チーム「プレアデス」の五女あるいは六女。
正式名称は「CZ2128・Δ（シーゼットニイチニハチ・デルタ）」、シズ・デルタは略称。
機械の型番のような名前や銃器の使用に適した職業クラス、無感情なメカ少女といったキャラクターメイキングをなされている。
外見は翠玉の瞳に、もう片目を覆うアイパッチ、ミリタリー風味の飾り付けに赤金の長い髪はストレートといったところで、無機質な印象ではあるがプレアデスの例に漏れず非常に美しい容姿をしている。
可愛いものや小さくてモフモフしたものを好み、しばしば六階層に向かい魔獣に触れている。気に入った物があるとそれに一円シールを貼ることがある。
表情が動かされることが極めて稀で、感情を窺い知れる者はほとんどいない。
ギミック考案を担当した制作者により、ナザリックのギミックとその解除法の全てを熟知しているとの設定を施されている。しかし、その状態で外部に出るのは解除方法流出という点で非常に危険なので、アインズから記憶操作を受けた。
武器である魔銃を使っての遠距離からの狙撃が得意。ナイフを用いて相手を攻撃する等接近戦もある程度は出来る。また、種族的に毒に対する完全耐性を持つ。
ソリュシャン・イプシロン（solution・ε）
声 - 佐倉綾音
チーム「プレアデス」の三女。
髪型は長い縦ロール、豊満な胸部に非常に整った顔立ちをしている。王国の「黄金」とも称されるラナーに匹敵する程の美貌。
ナーベラルと原理は異なるが美しい姿は擬態したもので、本性は捕食型スライムで汚い色をした外見をしている。体内に幾つかの武器やアイテム、大人一人分を収納しても外見になんら変化を来たさず移動する等の離れ業も易々と行う。収納した獲物に自身の器官の一部を挿入することで窒息・臭いや音の発生も遮断している。体内で獲物を溶解する際に分泌する酸も即死〜遅効性といった強弱の変化が可能である。
盗賊・暗殺系の職業を修めたキャラメイクをされており、索敵・探知・罠看破等が出来る。魔法職を修めていないが巻物を騙しての魔法の行使が出来る。種族特性として物理攻撃への耐性を持つ。
プレアデスではナーベラル同様に強く人間・亜人種を蔑視しているが、こちらは扱いが同じ虫けらでも嬉々として潰すタイプで、体内に取り込んだものが溶解されていく経過を観察することを好む。一方で非抹殺対象に対しては完璧に演技が出来、普段は感情を表に出さない。個人的趣味の近似からシャルティアと仲が良い。
エントマ・ヴァシリッサ・ゼータ（εντομα βασιλισσα・ζ）
声 - 真堂圭
チーム「プレアデス」の五女あるいは六女。精神系魔法詠唱者。シズとはどちらが姉かで時々喧嘩をする。種族は蜘蛛人（アラクノイド）。
アインズの前ではかしこまっているものの、語尾を始め全体的に幼く甘ったるい喋り方をする。符術師と蟲使いの職業を修めている。
ソリュシャンと共に人間を食材として好むプレアデスメンバーであるが、嗜虐して楽しむ一面も持つ彼女とは違い単純な食料と捉える傾向が強い。通常は声同様に幼げで整った姿であり、和服調のメイド服を纏っているがその本性は異形。顔も声も蟲で擬態したものであり、シニヨンにした髪も偽毛とされている。通常時の顔面が寄生させた蟲の紋様でしかないので表情があまり変化しない。
プレアデスの中では直接戦闘能力は低い方で支援型。召喚主とは独立して行動する蟲と自己強化・攻撃等に使用する符術等を駆使する。召喚した蟲は手駒として敵に襲い掛からせる以外にも、自身の武器や防具として使用可能なタイプもあり、様々な効果を有した符術も合わせ、攻撃・支援両面においてその攻め手と汎用性は非常に幅広い。

#### その他 (ナザリック)
三人のエルフ
声 - 加藤英美里（野伏）、高垣彩陽（神官）。
元は帝国のワーカーチーム:”天武“のリーダー:エルヤー・ウズルスの奴隷であった野伏、神官、森祭司からなる三人の女性エルフ。元々はエルフの国の王都近郊の村で生活していたがスレイン法国に拉致され、帝国の奴隷市場で売られていた所を、エルヤーに買い取られた。チームメンバーとは名ばかりで、エルヤーからは完全に奴隷として扱われており、彼からの暴力や恫喝に怯えながら常に卑屈な態度で接していた。ナザリックにてハムスケと対峙していたエルヤーを支援していたが、彼が両腕を斬られて敗北が確実になると、笑みを浮かべてあっさりと見捨てた。エルヤーが死亡すると、その亡骸を嘲笑いながら蹴っていた。助命後はアウラとマーレの情操教育を兼ねて、第六階層に配属された。彼女達はエルフの王族の証であるオッドアイを持つ事からアウラとマーレを王族だと思い込み、2人の専属メイドの如く何かと世話を焼きたがるため、当の2人からは多少困惑されている。切り落とされていた耳も、ペストーニャの治癒魔法によってしっかりと治癒されている。
プルチネッラ
声 - 西村太佑
仮面の道化師。係助詞の「は」を「わ」に表記した喋り方をする。
ナザリックでは例外的ながら慈悲深い存在であると周囲含め認識されており、自身も「全ての者を幸せにしたい」と豪語する。ただし、その善意はナザリック以外の者に対しては「他者が犠牲になることで相対的に幸福を感じられる」という認識である。
デミウルゴスの管轄する牧場の管理に補佐として携わっている。
エクレア・エクレール・エイクレアー
声 - 檜山修之
第九階層客室周辺を所掌する、セバス配下の執事助手。ペロロンチーノらと同じバードマン種族だが、制作者からはイワトビペンギンの姿を与えられている。
どういった意図かナザリックの支配を狙っているとの設定を与えられているが、その割に「掃除」を最重視する姿勢、部下の男性使用人に抱えられないと碌に動けない等、気取り屋の性格と併せどこかズレたものを感じさせられる。
ツアレニーニャ・ベイロン (tuareninya veyron)
声 - 嶋村侑
セバスが王都で出会った人間の女性。10代後半。
金髪で、愛嬌のあるという言葉が似合いそうな容姿をしている。両親を早くに亡くして以降、村で妹のニニャと2人で生活していたが、貴族に妾として連れ攫われてしまう。貴族が飽きた後は八本指の娼館に売り飛ばされ、地獄のような日々を送る。
娼館から連れ出されたところを偶然セバスに助けられる。長年の虐待行為によって瀕死の状態であったが、ソリュシャンの治療の甲斐あって健康な状態になり、元の美しい容貌を取り戻す。救われたことでセバスに対して深い恩義と好意を抱き、彼になら殺されても構わないと考える程になる。
アインズの詰問に際して、セバスの失態の元凶として殺されそうになるが、セバスが忠誠心を示したため殺害は回避された。後に人の世界で生きることを捨ててでもセバスの傍にいることを望み、アインズの計らいによりナザリック地下大墳墓で生活することになる。
魔導国建国後、エ・ランテルではセバスの副官を務め、今後は同地のアインズの居館で働く、現地で採用したメイドの指揮・監督する立場に就く予定。
ハムスケ (hamusuke)
声 - 渡辺明乃
アインズが冒険者モモンとして名声を高める過程で出会ったモンスター。性別は雌。
エ・ランテル近郊では「森の賢王」と称され数百年を生きた伝説の魔獣として広まっており、ナザリック近隣のトブの大森林南部を縄張りとしていた。
外見は人間1人が騎乗可能な程巨大なジャンガリアンハムスター。一人称「それがし」、語尾に「ござる」など、侍のような口調で話す。
この世界基準では伝説的な強さを持つが、ナザリック基準では貧弱な部類であり、前評判通りに強大な魔獣として扱う周囲とのギャップにアインズに脱力される。アインズが少しばかり本気を出したため、それに怖れをなして頭を垂れ、彼を「殿」と呼んで忠誠を誓うようになる。この際に「ハムスケ」と命名された。
その後は名声のシンボル、看板の意味や騎乗する馬の代わり等としてモモンとしての行動の際は共に行動し、ナザリックでは戦士クラス習得のための実験体兼アインズのペットとして扱われている。アインズも複雑な心境を抱えつつ微妙に愛着を持ってきてはいるが、それが祟ってナザリックNPC達の妬心を買う羽目になっている。
チャックモール
ナザリック五大最悪の一角・性格最悪。楽師。デミウルゴスの言葉から人間を玩具にし弄ぶことを喜びとする者。

### リ・エスティーゼ王国
ランポッサIII世
声 - 長克巳
現国王。在位39年で60歳と老境であるが、跡継ぎである2人の王子は能力的に問題があり、加えて王派閥と貴族派閥で対立が続いているため、いまだに王位に留まっている。王様優秀度は12人中7位（失敗も大きな成功もない）。
民の安寧を望み自ら危地に赴くことも躊躇しない人格者であり、平民出身者への理解も深い。ガゼフからは引退した後も個人的に護衛を務めたいと言われている。人格者であるため慕う者が多く、数多くの優れた人材の登用に成功している。一方で王としての資質は高いわけではないため、在位年数に比較して功績は低い。
アインズを含めた帝国との開戦により、結果として自国民の大虐殺を呼び込んでしまう。己の戦死により数々の責任をとることを決意していたが、ガゼフたちの説得により生き残って責任をとる道を選ぶ。
バルブロが後継者争いでほぼ脱落していることは諦観していたが親としての情を捨てられず、ザナックへの王位継承という絶好の機会を逸し、王派閥と貴族派閥との対立解消という問題を先送りにしてしまった。アインズを含めた帝国の侵攻の際はパルブロに閑職をあてがうことで彼の戦死を避けようとしたが、結果的に閑職に回された八つ当たりでカルネ村を襲撃したバルブロの戦死につながった。
大虐殺以後は前以上にやつれていたため、ザナックが代わりに政務を務めた。魔導国から宣戦布告を告げる使者としてアルベドが来ると自身の首を差し出すことで謝罪の姿勢を示したが、結局宣戦布告され無駄となってしまった。王国軍の敗北後は、王城に残っていた配下の者たちに夜闇に乗じて逃げる様に命じ、自身は最後の王として王城に残った。最期は何者かによって刺殺された。クライムはデミウルゴスの呪言で操られたラナーに殺されたと推測しているが、詳細は不明。
バルブロ・アンドレアン・イエルド・ライル・ヴァイセルフ
声 - 楠大典
第一王子。立派な体躯で王族としては十分な武芸を修めているが、権威を笠に着た言動が多く、激しやすい性格である。第一王子という身分にも関わらず八本指と繋がって利益を得ており、自身の父親であるランポッサⅢ世と対立する貴族派に属して政治の混乱を招くなど問題行動が多い。王様優秀度は12人中10位（王としての知識を有しているのみ）。
第二王子のザナックおよび王の長女と結婚したペスペア侯と王位継承権を争っていたが、子飼いの兵力を持っていなかったため王国の悪魔騒動では動くことが出来ず評判を大きく落とし、後継者争いでも大きく脱落することとなる。勇猛ではあるが、所領をもっていないため領地経営の知識がなく、冒険者が国家組織に属さないという不文律も全く理解していなかった。父であるランポッサIII世が王としての資質には欠けつつも民が安心して暮らせるよう国政に努めていたのに対し、バルブロ自身は王族である自分が敬われるのは当然と考えているため社会的弱者に対する配慮は全くない。
王命によりカルネ村へ別動隊を率いて偵察に赴くが、武功を立てる機会を逸したことから冷静さを失う。アインズを撤退させるための交渉材料として、徴兵という形で村人を捕虜にしようと目論むも、武功を立てようとした焦りから攻撃を仕掛けたことで、エンリが角笛で召喚したゴブリン軍団5000人とぶつかることになり敗走する。その後、追撃してきたルプスレギナにおもちゃのようにいたぶられた末に、兵共々殺害された。公的には死亡が確認されず消息不明扱いとなっているが、これによって継承権は第二王子であるザナックに正式に移行することになる。後に王国と魔導国との戦闘直前にザナックがアインズと会談した折、バルブロの死を確認した。
ザナック・ヴァルレオン・イガナ・ライル・ヴァイセルフ (zanac valleon igana ryle vaiself)
声 - 藤吉浩二
第二王子。小太りの男でいかにも冴えない風貌からラキュースなどからは能力を酷評されているが、これは兄であるバルブロの存在から猫を被っていただけであり、実際は異母妹ラナーやレエブン侯の真意に独力で辿り着くなど優秀な人物。王様優秀度は12人中4位（普通に優秀）。バルブロが消息不明となったあとは猫を被る必要がなくなったのか、八本指にも優秀だと認知されている。儀礼などにも長じているが、親しい相手への喋り方は世俗的であり、腹違いの妹であるラナーに対しては嫌悪と畏怖を含めた軽口を叩くことも多い。
ラナーの不可解な行動とそれに見合わない結果から、彼女を理解不能な化け物と断じクライムに忠告をした。無論、王女に忠節を誓ったクライムからの心証は最悪であったが、レエブン侯は王子と同じ印象を抱いたために彼と組んでいる。次期国王となるため、第一王子の追い落とし工作をかけており、クライムと安泰な地位さえあればいいラナーと利害が一致したため彼女と同盟を組む。
大虐殺以後、父に代わり王国の政務を担う。自領に戻り籠もるレエブンに代わり、ラナーを協力者として王国の立て直しを図るが、下級貴族の暴挙に端緒を発する魔導国による宣戦布告を受ける羽目になる。戦闘前に一縷の望みを掛けて魔導王と首脳会談を行うが失敗した。しかしそこで、魔導王であるアインズの求めているものや人間性を知り、自身は王には向かない人間であることを悟りながら本陣へと戻った。さらには本陣にて、魔導国への寝返りを考える貴族らに謀反を起こされ無念の死を遂げる。しかし、この一件で貴族達はアインズの怒りを買い、謀反を起こした貴族達を｢彼らが死を望まない限り絶対に殺さず、死を望んでも暫くは殺さないように（意訳）｣という命令を下した上で、全員をニューロニストの部屋に送らせた。そして助命嘆願のために届けられたザナックの首と、のちに発見された胴体は、アインズの命で丁重に葬られる。この貴族達の寝返りと助命行為によって、王国に愛想を尽かしたアインズや魔導国側は「興味が無くなった」として、対峙していた王国軍はアインズの命で「力の制限解除」を許可されたコキュートスとマーレにより誰一人生存を許されず全滅することとなった。
ラナー・ティエール・シャルドロン・ライル・ヴァイセルフ (reneer theiere chardelon ryle vaiself)
声 - 安野希世乃
第三王女。16歳。金の髪に象徴される国内外にも知られる美貌と、王国の強化に繋がる画期的な施策を立案する頭の回転の良さ、精神の輝きの両面を讃えて「黄金」の二つ名で知られる。2人の兄達とは異母兄妹。
王家と敵対する大貴族の妨害のため実行できた改革は少数で、かつ内容も削られてはいるものの、恩恵を受けた庶民や識者からの評判は高い。王様優秀度は12人中2位以下を大きく引き離すダントツの1位（理解外）。
その本質はデミウルゴスやアルベドに伍すると評される程の、人間の域を超えた天稟の頭脳である。民草を慮る気持ちは全く存在せず、国民についても数字で数えているに過ぎない。かつては自分を理解する者がいない世界に失望しており生きる気力も失いかけていたが、たまたま拾ったクライムが自分を見る目が子犬のようだったらしくクライムのためだけに生き続けることにした。
その卓越した頭脳に興味を抱き自身を訪ねたデミウルゴスとの間で、“ゲヘナ”の前に互いに面識を持ち協力関係を築き、魔導国(ナザリック側)に鞍替えしている。また、魔導国の王国侵攻までにラナーの企みが露見しなければという条件付きであるが、領域守護者と同等の地位を与えられた。
クライムには執着といってよい程の愛情を抱いており、彼と安泰な地位を保ったまま結ばれることを目論んでいる。ただし、その愛は殿上人に恋願う彼の姿に向けられるものであり、「首輪をつけて飼う」ようなものと喩えられ、その点で後に出会ったアルベドと気が合うようになる。悪魔騒動以前に訪れたデミウルゴスとの取引で、クライムも庇護対象に加えてもらっている。
王国の多くの民を犠牲にして自らの幸せを叶えたあと、アルベドから褒美として受け取った「堕落の種子」で悪魔となった。クライムには、自分を蘇生させる代償として魔導王の配下となったと説明している。
エリアス・ブラント・デイル・レエブン (elias brandt dale raeven)
声 - 桐本拓哉
六大貴族と呼ばれる大貴族の中でも最大の勢力を誇る。金髪をオールバックにし長身痩躯。40代手前。切れ長の碧眼、日に当たらない不健康な肌の色などにより蛇のような印象を周囲に与える。
王派閥・大貴族派閥の間を巧みに動く様を蝙蝠と揶揄されているため、ガセフからは蛇蝎の如く嫌われていた。
実際は王派閥の影の領袖であり、国内の微妙なバランスを崩さないがために腐心してきた忠臣。元は王位簒奪の野望を持つ奸臣であったが現在では心の底から王国の未来を憂いており国王のため派閥の壁を越えた情報網を築いている。一方でレエブン自身が優秀すぎることに加え優秀な人材はレエブンを慕って集まるため、他派閥には無能な貴族ばかり集まって暴走する状態なのが頭痛の種になっている。ラナーに対しては幼い頃に見せた本性の片鱗を見ており、悪魔騒動前に彼女を問い正し、彼女の本性を見て歓喜に近い感銘を受けた。
リーたんと呼ぶ5歳程の子息を溺愛しており、妻の出産を機にかつての野心を捨て、以降は夫婦仲も非常に良好となっている。ガゼフとは後に王女立会いの下、真意を知る機会が与えられ、同じ王を助ける者として志を同じくする。自身の子供が平和な時代の中で領地を運営できるようにすることが現在の生きがいであり、そろそろ二人目の子供も欲しいと願っている。
大虐殺では数少ない生還者となった。その後、自領に戻ったが心折れたようで、ザナックは二度と王都には来ないと見立てている。
アインズは彼の能力と人柄を高く評価しており、ガゼフとも懇意にしていたことから死なせるには惜しいと、魔導国との戦争の折に王国に侵攻する魔導国から子供を人質に脅迫されやむなく王国を裏切った。王国の滅亡後は、自分と同じく魔導国へと寝返った貴族達と共に陥落した王都へと参上し、魔導王であるアインズから今後の領地運営や自分達の身の振り方について話し合った。
フィリップ・ディドン・リイル・モチャラス
声 - 松岡禎丞
下級貴族の三男である男爵。次兄が病死、長兄も家督相続前に大虐殺にて戦死したため当主の座が転がり込む。
自身を有能だと全く疑わず親や兄達を無能と嘲っているが、実際は自身が三男であったが故に領地に関する教育を全く受けてこなかったことが災いし、勢力拡大のための計画もまともに作成できない程の無能。アルベドや、舞踏会開催で助力を受けたヒルマからも貴族としての知識や礼儀がかなり欠如していることを内心では完全に侮蔑されている。後継者争いからは最初から外されていたためか、下剋上の思いは非常に強い。
実質的にはナザリックと八本指のラインから愚かさを見込まれて選ばれ操られているにすぎないが、自分の身の程をわきまえずアルベドを妻にすることを望んでいる。
後に魔導国が王国へ侵攻する端緒となった、聖王国への物資輸送団を手勢を率いて襲撃し、食料を強奪した張本人。魔導国の食料を奪えば備蓄の少ない王国の食料価格は上がり、自領の農産物をより高く販売出来ると思い付き、襲撃計画を実行に移した。しかしその行動は、アルベドやデミウルゴスに当惑をもたらし深読みさせ、当初は王国に間接的な方法で仕掛けるはずだった魔導国の方針を直接的な侵略に転換させる切っ掛けとなり、最終的に王国は完全に滅亡した。王都陥落後に、自身の愚行を一切認めず邸宅に引きこもっていた所をアルベドに引き擦り出され、領民を皆殺しにされた上に父親達の首を目の前に届けられた。最期はアルベドによって報復された後に、第五階層の氷結牢獄で生きているのか死んでいるのか殆ど分からない状態にされるという自業自得な末路を辿った。
ガゼフ・ストロノーフ (gazef stronoff)
声 - 白熊寛嗣
王国戦士長。30代。
自ら鍛え上げた国王直属の精鋭を指揮し、王国最強を謳われて近隣諸国にその名を轟かせる男。既にその力量は英雄に及ぶともいわれ、王国に伝わる五宝物全ての装備を認められている。しかし、敵対勢力からはそれゆえ狙われることが多い。南方の血を引いており、この地域では珍しい黒髪黒目の持ち主。「六光連斬」を代表とする複数の武技を操り、元アダマンタイト級冒険者ヴェスチャーの指南によって究極の武技をも使いこなせるという。
一介の平民から身を立てたため平民を慮る想いが強く、自らを陥れる罠と知っていてなお民のために危地に飛び込む等精神面でも優れた好漢である。その分、貴族派閥に属する者達等からは疎まれている。良くも悪くも武辺者であり、私生活も質素そのもの。政治的に微妙な位置にいるにもかかわらず、あくまで王の剣であろうという考えを持ち、宮廷での政治闘争とは関わりを持とうとせず、よって貴族位も与えられていなかった。
当初はレエブンを奸臣と誤解し蛇蝎の如く嫌っていたが後に誤解が解けて和解、信頼のおける仲間と感じている。レエブンからも信頼されており、アインズを含めた帝国軍の侵攻を解決した後は貴族に任命されることで政治から逃げずに立ち向かうよう求められていた。
帝国の兵に襲撃される辺境の村々を救いに軍を率いて現れる。カルネ村を救ったばかりのアインズと出会い、協力を要請して受諾される。ガゼフはアインズを高潔な人物だと思い、アインズもガゼフの高潔さに好感を抱く。その後、カゼフは帝国に偽装した法国の部隊と戦闘、瀕死に陥るがアインズに手渡されたアイテムによって無事に生還した。死なせるにはあまりにも惜しい逸材だとアインズからの勧誘を受けるも王への忠誠心を盾にそれを蹴り、勝算の無い一騎討ちを申し込んで成立させ挑むが、アインズの即死魔法に敗れ命を落とす。遺体は王都の墓地へ埋葬された。
彼我の実力差を埋める事は出来ず、結果こそ一撃で葬られたといっていいが、そこから得た情報をブレインとクライムに託す。アインズとはカルネ村での一件以来、立場の違いこそあれ互いに好感を抱いており最期まで敬意と尊敬を持った態度で接しあった。
クライム (climb)
声 - 逢坂良太
身寄りもなく素性も不明であったが、幼い頃ラナーに拾われ生を得た青年。王女付きの護衛兵ではあるが、特別な才能などは無く努力を愚直なまでに重ね、英雄の領域には到底及ばないものの王国兵士内では上位の実力を身につけている。
王女とは幼少の頃からの付き合いということもあり、彼女からは非常に近い距離感で接されている。身分に見合わない純白のミスリルの全身鎧も彼女から贈られた物である。命の恩人としての心酔や王家への忠誠に留まらず、王女へ確かな恋心を抱いてはいるが、明かすものでもないとして隠している。
彼の望みは恥ずべきことの無い王女の騎士であることのみであり、成り上がり故に周囲から振りまかれる悪意も確かな意志で跳ね返し、政治的にも付け込まれまいとしている。それでも努力だけでは届かぬ高みに非才の身で挑もうとしているとして、同じ戦士としてのガゼフやイビルアイ等からは好感を持たれ、期待されつつもその在り方を危ぶまれている。
そんな現状に焦れていたある日、偶然セバスの技を目撃し師事を乞う。了承したセバスによってほんの一時で可能な稽古を提示され、そこで放たれた圧倒的な殺気を王女への想いと忠義で耐え切り、一段と成長した。
魔導国の王都侵攻時に、陥落寸前の王城でアインズに一騎討ちを挑み、圧倒的な力の前に敗死したが、ラナーによって庇護対象にされていたお陰で、ナザリック第九階層のある部屋で蘇生され安静にしている。
ブレイン・アングラウス (brain unglaus)
声 - 遊佐浩二
刀を武器とする抜刀術の達人。タレントは集中力を取込む力の増大。作者は「オーバーロードの根底にある設定に関わっており、システム的にあり得ないが、あり得る人」としている。
一介の農夫として生を受けるも剣術に天賦の才を持っていたためその道を歩む。王国の御前試合でガゼフと戦い、生涯初の敗北を喫する。それを機に一念発起し愚直に力のみを求める求道者と化した。
身を置いていた傭兵団「死を撒く剣団」にやってきたシャルティアに、赤子と大人以上の力の差を見せ付けられ完全に敗北する。心折れたまま何とか逃亡に成功し王都まで落ち延びた後、ガゼフと再会し見る影の無い姿に愕然とした彼に保護される。
王都にてセバスの規格外の殺気とそれに耐えたクライムを目撃し、本当の強さとは何かをクライムを通して知ることで、折れた心を立て直す。その後再会したシャルティアと交戦し、小指の爪を切るという彼我の戦力差を考えれば奇跡に近い成果を挙げた。
王女付きの兵士としてクライムと行動を共にしており、ガゼフとアインズとの一騎打ちの証人となる。その後はガゼフの後継となる人材を求めて活動している。見込みのある孤児達を引取り剣の稽古を付けており、子供達には懐かれていた。魔導国との開戦時には孤児達を逃がすべく、ヴェスチャーの弟子の随行の元、評議国付近の都市へ向かう隊商へと乗せ王都から脱出させる。魔導国軍による王都侵攻の際、蒼の薔薇から国外への亡命を勧められるが、魔導王への一騎討ちの覚悟を固めて断った。その後、王都を侵攻中のコキュートスに一騎討ちを挑むが敗死する。後にその亡骸は、コキュートスの命を受けたフロストバージンによって氷漬けにされ、刀は戦利品として回収された。
ボウロロープ侯
声 - 伊原正明
六大貴族の一人。貴族派閥の領袖。顔に無数の傷がある歴戦の戦士のような風貌をしている。大貴族の中で最も広大な領土を所有する。自分の娘を第一王子のバルブロに妻として嫁がせている。典型的な選民思想の持ち主であり、王国の会議に貴族以外の人間が出席することも苦々しく感じている。貴族ではないガゼフが王直属の団長に任命されていることにも苛立っており、ガゼフの戦士としての実力と力量は信用していてもガゼフ個人に対しては徹底的に嫌いぬいている。
50代に入り、かつては鍛え抜かれた戦士としての頑強な肉体も過去の物となっているが、確かな戦術眼を持っているため指揮官としてはガゼフよりも有能だとされる。性格柄、兵の強化には熱心であり、ガゼフの戦士団に触発を受けて鍛錬を重ねた自身の精鋭兵団5千は帝国騎士に匹敵・あるいは凌駕する練度を持つ。しかし、レエブンからしてみれば戦略自体は単純なもので、帝国・アインズ連合軍との戦争での大軍隊の指揮は無謀だと想定しており、それを汲んだ王によりレエブンを指揮官に任命し、結果として大虐殺での軍の崩壊を最小限に抑える事ができた。
大虐殺の際は、王国軍24万5千のうち7万人を派兵する。7万の左翼の大将として戦場に立つが、精鋭兵団5千と共にボウロロープ侯自らが陣頭に出た直後、アインズの超位魔法「黒き豊穣への貢」の発動による瘴気で王国軍左翼は全滅させられ、彼を含む7万の遺体は「黒い仔山羊」を召喚するための供物となった。アインズと対峙していなかったことによりアインズ一人に注意を促すガゼフに激怒しつつも戦士としての勘は信用していたらしく、アインズ一人に兵力5千という見積もりを出し作戦を考えていたが、結果としてその見積もりは全くの的外れであり、自身や兵達の死を招く事になってしまった。
リットン伯
声 - 佐藤拓也
貴族派閥。狐のような狡猾な風貌をしている。六大貴族の中では一段劣り、自らの権力の増大のためなら他人の犠牲も厭わないという性格のため、他の貴族からの評判は芳しくない。ボウロロープ侯の腰巾着として行動することが多く、発言もボウロロープ侯への追随が露骨なため周囲からは冷めた目で見られることが多い。大虐殺の折に黒い子山羊に絶望しながらも応戦しようとするが、呆気なく踏み潰されて死亡した。
ブルムラシュー侯
声 - 野川雅史
六大貴族の一人。細身である程度整った温和な容貌をしている。40代手前。王派閥に属しているが裏では帝国に通じており情報を流している。
領内に金鉱山・ミスリル鉱山を所有し王国では筆頭の財力を誇る。欲深く金貨1枚で家族ですら裏切るなどの噂があり評判は悪い。
大虐殺の際は、アインズの超位魔法「黒き豊穣への貢」にて召喚された“黒い仔羊”を恐怖しながらも迎え討とうとするが、あっけなく踏み潰され敗死する。
ペスペア侯
声 - 石谷春貴
六大貴族の一人。王派閥。六大貴族中最年少であり美青年。
王の長女を妻に迎えている。このため王派閥・貴族派閥に属さない貴族達から支持されており、王国の後継者候補の一人と見なされている。
結婚と同時に代替わりをした立場であるため資質は未知数。先代の当主は大変人望があり領地経営や政治的手腕も確かであったため、彼自身もそうなることを期待されているが、現在では当たり障りのない発言のみで指導力は特に発揮していない。
ウロヴァーナ辺境伯
声 - 菊池康弘
王派閥。六大貴族中最年長。白髪で皺だらけの容貌をしている。大貴族の中では人間的な魅力が最も高い。
戦場における魔法使いの攻撃が驚異的であることを理解しており、アインズへの警戒を促すガゼフの言葉にも同意していた。
チエネイコ男爵
声 - 中國卓郎
貴族派閥に属する下級貴族。バルブロでさえ吐き気を催すほどの頭に響く甲高い声をしている。
大虐殺前の戦略会議で、アダマンタイト級冒険者であるモモンの助力を得るべきと進言。モモンの居所を訪れた際、留守中であった彼の代わりに応対したナーベに手を出そうとしたため、自分の手に大きな青痣を付けられ追っ払われた。バルブロの権力を使ってナーベへの報復を考えていたが、実はバルブロからは時期がくれば見捨てようと考えられていた。また、国王からも何かあった時の捨て駒候補として見られていた。
大虐殺の際は、別働隊を率いるバルブロに付き従いカルネ村を襲撃する。腰巾着としか言いようのない言動と行動、王旗を置き去りに逃げ出すような臆病さをバルブロからは内心で唾棄されていた。敗走した先でのルプスレギナの襲撃で、王子諸共死亡した。
ヴィアネ・デルヴィ
声 - 佐藤せつじ
男爵。細身で冴えない風貌の男。運動神経は無いが人より頭は回る。所属する派閥の援助者であるヒルマが裏の組織・八本指の人間であると考え、彼女の策を潰すため、また自分の今後のため、フィリップの無謀な計画を利用しようと目論む。敗走してきたフィリップを殺害し場合によっては魔導国へも恩を売ろうとしたが、何故か襲撃が成功してしまったため目算が狂った。最期は処分され、アルベドによって邸宅から引き擦り出されたフィリップの元に首が届けられた。
イーグ・ロキルレン
声 - 手塚ヒロミチ
男爵。立派な体格をした男。デルヴィとは逆に頭は良いとは言えずお世辞を言うのが苦手。デルヴィに追随するも彼と同様、処分され首をフィリップに送られる。
ナイウーア伯爵
声 - 岩崎ひろし
王国北部のリンデ海に面する大都市エ・ナイウルを治める貴族。年齢は40超。日に焼けた体をしている。口調は貴族っぽくない。正室所生の長男・三男、側室所生の次男・長女と子は4人いる。魔導国軍の襲撃に際して、冒険者たちと自身の兵を伴って迎え撃つが、デス・ナイトに追い詰められ敗北するかと思われたが、救援に来たアズスによって窮地を脱した。その後の消息は不明だが、アインズの狙い通りに住民達と共に都市を脱出したと思われる。
ザック
声 - 利根健太朗
かつて村から帝国との戦争のために兵士として徴発され、そのまま脱走し傭兵団「死を撒く剣団」に身を寄せることとなった、農夫上がりの男。貧困のため両親に売り飛ばされた妹・リリアがいる。
シャルティアらによる犯罪者の釣り出しのために後ろ暗い筋の人間であると看破したセバスに雇われ、想定通りの動きを見せる。ソリュシャンとセバスの馬車を襲撃した際、ソリュシャンに捕食された。
スタッファン・ヘーウィッシュ
声 - 青山穣
王都の巡回使である肥満漢。八本指と繋がりがあり、彼らの便宜を図ることで私腹を肥やしていた。
弱い女性をいたぶり、殴り殺すことで快感を得る卑劣な男。奴隷禁止の煽りを喰らって自分の欲求を大っぴらに満たすことが出来なくなったことからラナーを逆怨みしている。一方で八本指が管理する娼館を紹介してくれた主人には深い感謝の念を抱いているという意外な面を持っている。
ツアレを拾ったセバスに対し、サキュロントと共に大金を掠め取ろうと脅迫した。後にセバスがクライム達が娼館を襲撃した時に娼館を利用しており、再びセバスと対面することになり、彼の前蹴りによって、苦痛に苦しみながら死亡した。

#### エ・ランテル
プルトン・アインザック
声 - 山本兼平
エ・ランテル冒険者組合長。元は優秀な戦士にして冒険者であった、精悍な風貌をした壮年の男。妻帯者。
エ・ランテル近郊に出現した吸血鬼ホニョペニョコの対策会議に出席した。冒険者として驚異的な実力を見せるモモンに驚嘆しつつ信頼を寄せている。
モモンにエ・ランテルに執着してもらうため都市長の賛成も得て、モモンを歓迎する宴を開く際、女や酒、権力を宛がうことを考え実行に移した。
エ・ランテルが魔導国の支配下に入ってからはアインズの語るこれからの冒険者や組合の在り方に共感し協力を誓い、その後冒険者対策として行動を共にし、元冒険者としても様々な助言を行う。この際にアインズの言葉を否定したりツッコミや助言を入れたり等、NPCと違う視点からの反応を期待していたアインズからは心中で感動と同時に信頼されている。
テオ・ラケシル
声 - 櫻井トオル
エ・ランテル魔術師組合長。痩身で神経質そうな線の細い男。
普段は冷静な人物だが、エ・ランテル近郊に出現した吸血鬼の対策会議の際、モモンが切り札として提示した第八位階魔法入りの魔封じの水晶を前にして子供のように大興奮する狂態をみせた。エ・ランテルが魔導国の支配下に入ってからは魔術師組合を実質解散させていたが、アインズの発案によって始めた新たな冒険者対策を行っているアインザックに協力する。
リィジー・バレアレ
声 - 谷育子
エ・ランテル最高の薬師である老婆。ポーションの作成に並々ならぬ情熱を持っており、時に狂気的な一面を覗かせる。第三位階まで修めた魔力系魔法詠唱者。
カジットが起こした事件の際に冒険者モモンと取引し、従属することになった。後にンフィーレアと共にカルネ村へと移住している。アインズがポーション開発から新婚であるンフィーレアを外してからは、開発を一手に担っている。
ンフィーレア・バレアレ (nfirea bareare)
声 - 村瀬歩
リィジーの孫である薬師。女友達のエンリに片思いしている。あらゆるマジックアイテムが使用可能というエ・ランテルでも有名なタレントを所有している。
錬金術師としての素養も含む薬師であるため、現時点で第二位階魔法まで使用することが出来、戦闘ではそれに加えて粘着剤等調合した薬品を用いる。
赤いポーションの持ち主であるモモンに情報を求めて接触し、亜人退治を依頼された「漆黒の剣」を加えてカルネ村への道中を共にする。帰着直後にタレントを狙われクレマンティーヌ、カジットに拉致されるが、リィジーと契約を交わしたモモンによって救出される。アインズとモモンが同一人物であることと赤いポーションを所有しているに唯一気付いているが、本人はそれを悪用するつもりはないようでアインズの懐の広さに僅かな妬心とそれ以上に多大な尊敬の念を抱いている。アインズからも利用価値の高さを認められつつ、同時に真っ直ぐに憧れを向ける姿勢に好感を抱かれている。
カルネ村に移住した後は、アインズの下、供与された技術と素材などを用いて新たなポーションの製造を祖母と共に研究し徐々に成果を出しつつある。
カルネ村を襲った何度かの危機を共に乗り越えることでエンリとの距離を縮めていき、めでたく彼女と結婚し新居で二人暮らしを始めた。結婚後はアインズの許可を得てポーション開発から薬の貯蔵に回り、エンリの村長職の補佐をしている。
ブリタ
声 - ゆきのさつき
女冒険者。鉄級冒険者チームに所属。
節約に節約を重ねた末にようやく苦労して手に入れたポーションをモモンによって破壊された事で彼に弁償を求め、そこから転移後の世界では破格とされる赤いポーションを受け取った。そのポーションはリィジーの下に持ち込まれ、モモンとの間にコネクションを生むことになる。
その後、組合からの依頼でチームメンバーと共に傭兵団『死を撒く剣団』のアジトに偵察を行っていたところ、彼女の所属チームが運悪くシャルティアと遭遇し、チームメンバーが殺害される中、モモンから与えられたポーションの存在にシャルティアの主人であるアインズの影が見え隠れし、彼女からポーションを与えられるほどの交友関係を築いていると判断され、奇跡的に生き延びた後は遭遇した吸血鬼の情報提供者となった。
その後冒険者を引退してカルネ村へ移住し、村の一員になる。現在は野伏（レンジャー職）見習いとしての訓練を受けながら働いている。

#### カルネ村
エンリ・エモット (enri emmot)
声 - M・A・O
一介の村娘。16歳。
帝国騎士に偽装した法国兵士の襲撃に遭い両親を失うものの、その危地を見て助けに入ったモモンガの手によって妹と共に救われる。その際は異形の姿に怯えたものの、記憶操作を受け彼を命の恩人として尊敬するようになった。その後は、与えられたアイテム「小鬼将軍の角笛」によって出現したゴブリンの一隊と共に村の復興に尽力する。
ゴブリンを率いる者としての力量と若さゆえの柔軟さを見込まれた先代村長から、村長位を譲られる。直後には村を脅かすモンスターの群れを皆の助けを借りながら全滅させる等、リーダーの片鱗を見せつつあり、それを裏付けするように彼女の職業レベルには指揮官としてのものが含まれることになった。
バルブロ率いる5000の王国軍がカルネ村を襲撃した際に、「小鬼将軍の角笛」の真の効果を引き出すことに成功し、5000を超えるゴブリンの軍勢を召喚して王国軍を撃退する。ゴブリン軍団からは絶対の忠誠を向けられており、彼らからは「エンリ将軍」と呼ばれている。なお、召喚した軍団の中には魔法支援団・攻撃隊や高レベルのレッドキャップ達も含まれており、王国や帝国の全軍なら殲滅できる程の武力を行使できる。その後、ンフィーレアと夫婦になり、村長兼ゴブリン軍団の指揮官として忙しい日々を送っている。
ネム・エモット
声 - 高野麻里佳
エンリの妹。10歳。
死地を乗り越えたためか聞き分けが良く、危機に対して敏感に動く知恵を身に着けてしまう。
エンリがナザリックに招かれた際に同行し、その際に子供ゆえの無垢さと忌憚のなさから、アインズのかつての仲間やナザリックを称える発言をしたことから、アインズからかなりの好印象を得る。そのため、エンリ達に続いて4人目の庇護対象に加えられた。
姉とンフィーレアが結婚してからは、二人のお邪魔にならないようにと、義理の祖母となったリィジーの家で暮らしている様子。
ジュゲム・ジュゲーム
声 - 浜添伸也
エンリが「小鬼将軍の角笛」を使用したことで召喚されたゴブリン一団のリーダー。角笛の制約を抜きにしても人情厚い性格の持ち主であり、村人や自警団への戦闘訓練の教官や、村の砦化など防衛線の管理をはじめ、有事の際には指揮官として先陣に立つなど面倒見もよく、村人たちからも厚い信頼を得ている。二度目の角笛の使用でさらに5000の軍勢が召喚されて以降も、ゴブリン軍師をはじめとする軍勢から「エンリ将軍の供回り」として信頼されている。
アーグ
声 - 小若和郁那
トブの大森林に生息していたゴブリン。ギーグ部族族長アーの四男。部族の中では特別に賢く言葉も流暢に話す。通常のゴブリンではなく、ホブゴブリンの取替え子の可能性がある。
従属したところでゴブリンの命を無価値と見なして使い潰すだろう東の巨人から逃れるため大森林を幾人かで逃走し、追手の悪霊犬に嬲られ単身瀕死の状態であったところをエンリやジュゲム達に救出され、ンフィーレアに完成したばかりのポーションで治癒される。カルネ村に到着した当初は戦闘能力の高くないエンリが族長ということを訝しんでいたが、エンリを前にオーガがひれ伏した光景を見て考えを改める。

#### 蒼の薔薇
アダマンタイト級冒険者チーム。構成は女性5人。以前亜人の村を焼き払うスレイン法国の陽光聖典と交戦し撃退したことがある。ゲヘナではヤルダバオト率いる悪魔の軍勢を迎撃する。魔導国軍による王国侵攻が起きるとリーダーは抗戦を唱えるも、仲間達により最終的には国外の南東にある滅びた国の王都である炎で清められた廃墟へと脱出した。作者は「途中まで殺すつもりだったが、キャラらしからぬ行動をするのは絶対に許されない」としている。
ラキュース・アルベイン・デイル・アインドラ (lakyus alvein dale aindra)
声 - 小清水亜美
アダマンタイト級冒険者チーム「蒼の薔薇」リーダー。第五位階の信仰系魔法詠唱者であり、神官戦士。
王国貴族、19歳という若齢でありながら、その才によって王国最高峰の実力者に上り詰めた女性。その実力は既に英雄級に達し、更なる成長の余地を残しているという。使用者が極めて稀な蘇生魔法の行使さえ可能である。第三王女ラナーとは親友であり、ギルドを通さずに個人的な汚れ仕事を引き受ける程の間柄である。彼女の先進的な提案を理解し、さらに提言するなど、優れた頭脳も持つ。
十三英雄の一人、暗黒騎士が有していたという四大暗黒剣のうち「魔剣キリネイラム」の現在の所有者でもある。しかし、魔剣を手に入れて以降は中二病的言動をとるようになり、それを真に受けた他のメンバーから密かに魔剣の暴走の危険がないかと心配されている。
必殺技は魔力を込め膨張した刀身から放たれる黒色の無属性エネルギーの爆発「超技 暗黒刃超弩級衝撃波」（ダークブレードメガインパクト）。技名はラキュースが幾度も考えて名付けた自信作であり、旅の最中の自由時間に地面に色々と書いているらしく、内容は仲間でさえ知らない。
王都防衛のため、他の冒険者チーム等と共にヤルダバオト率いる悪魔の軍勢と激戦を繰り広げた。聖王国の使節団とヤルダバオトに関する情報を共有したが、同国に赴いてのヤルダバオト打倒の支援の依頼は断っている。
魔導国による王国侵攻の際は魔導国への抗戦を唱え、引き抜きに来た漆黒聖典からの誘いを拒否している。ラナーとの最後の面会の折、メンバー全員での国外逃亡を考えていた他の4人のメンバーから毒による不意打ちを受け、イビルアイに弱体化魔法と<人間種魅了>を掛けられた状態で国外へと連れ出される形で王国を脱出する。
ガガーラン (gagaran)
声 - 斉藤貴美子
全身筋肉、刈り上げられた頭（書籍版イラストではミディアム）に猛獣のような瞳と、極めて魁偉な風貌をした女性。
ガゼフには王国の御前試合で敗北しており、彼には及ばないものの英雄と評される程の強者である。謎多き女を自称する通り、古参メンバーである彼女の経歴には不明な点が多く名前も偽名である。
一人称は「俺」で喋りも気風が良く、同じ戦士としてクライムに助言を施す等面倒見も良い。しかし童貞食いが趣味と言って憚らず、からかい混じりながらも彼を誘う等調子の良い性格の持ち主である。義侠心にも富み法国の亜人狩りには憤りを露わにした。
王都にて遭遇したエントマと交戦する。ティアやイビルアイの加勢もあり苦戦の末に勝利するが、直後に出現したヤルダバオトに殺害された。ラキュースの蘇生魔法で復活した後は、レベルダウンした体に鞭打って王都防衛戦に参戦する。大虐殺以後はティアと共に元の力を取り戻すためラキュースの助力の下、修行を行っている。
イビルアイ (evileye)
声 - 花守ゆみり
第五位階魔法まで行使できる魔力系魔法詠唱者にして、全身を黒いローブ、顔を仮面で覆い隠した謎多き女性。
八欲王の秘宝や十三英雄の実態について等、世界の裏側について多くの知見を持つ知恵者。法国の立ち位置について、己が狩られる立場にあると知りつつ賛同を見せる。チームへの加入は最も新しいが一番態度は大きい。その一方で他のメンバーからは心安く軽口を叩かれる仲である。
その正体は250年の時を生き、かつて一国を滅ぼしたという吸血鬼「国堕とし」。十三英雄とも面識を持ち、外見年齢12歳程度という幼い姿に膨大な知識と魔力を詰め込んでいる。吸血鬼としての肉体能力に加え、種族としての飛行能力や250年生きてきた経験から、<飛行>で距離を取る能力が非常に高く、戦闘時における機動力となる。また、第五位階魔法の行使が可能なため、その実力は「蒼の薔薇」でも一線を画する。プレアデスの一人エントマと単独で互角以上に戦える実力を持つため、Lvはユグドラシル基準で50以上。
ヤルダバオトに追い詰められたところを圧倒的な実力をもって参戦したモモンに惚れこむが、実際はエントマを殺しかけたことからモモンに憎まれている。ヤルダバオト討伐に実力の近さからモモンと同行した際は互いに戦友として認識していると勘違いをしており、男女の仲への発展を期待さえしていた。
なお、特殊な指輪をつけることでアインズのアンデッド感知スキルをごまかしたため、正体はばれていない。
魔導国による王国侵攻の際は抗戦せずにメンバー全員で国外逃亡する。国外への脱出後は、王都から南東にある大昔に滅びた国の王都である炎で清められた廃墟に向かった。
ティア (tia) 、ティナ (tina)
声 - 石上静香（ティア）、富田美憂（ティナ）
忍術をも使用できる三つ子のうち二人の盗賊系冒険者。ぼかされているが、ティアはレズビアン、ティナはショタコン。互いに手話を用いて意思疎通が出来、その速度は普通に会話するのと変わらない程である。
帝国を中心に知られていた暗殺者集団「イジャニーヤ」の頭領三姉妹のうちの一人であり、暗殺者として双子でラキュースを狙うが返り討ちに遭い敗北する。ラキュースから説得され蒼の薔薇のメンバーとなった当初はラキュースの命を再び狙っていたが、現在は仲間のために自らを犠牲にできる程メンバー想いとなる。

#### 朱の雫
王国で最初に誕生したアダマンタイト級冒険者チーム。朱の雫の面々は交流したことのある冒険者が言うにはモモンと同様に人間的に度量のある人物である。王都の悪魔襲来の際はアーグランド評議国との国境におり、参戦は間に合わなかった。魔導国の王国への侵攻時には、リーダーのアズス以外は全員国外へと脱出していた。
アズス・アインドラ (azuth aindra)
声 - 加瀬康之
朱の雫のリーダー。ラキュースの叔父。本来は正式の長い名前があるが、依頼の際にその長い名で呼ばれると不機嫌になる。戦闘能力はチームの中では一番低く、アダマンタイト級冒険者の中でも低い方である。戦闘スタイルはユグドラシルのアイテム「パワードスーツ」を装備しての空中からの攻撃。
魔導王打倒のため、密かにツアーへ協力を要請した。魔導国による王国侵攻の際、ラキュースに国外への逃亡を勧めている。その時に漆黒聖典からの引き抜きを拒否したが、彼らにとっての重要な機密事項に触れていた。エ・ナイウルでは都市に攻め寄せるデス・ナイトとデス・ウォリアーを葬り、住民達の脱出の手助けを成功させる。王都ではツアーによる魔導王との一騎打ちを成功させるため、自らは囮となりアルベドをその場から引き離した。一騎打ちの後は、合流したツアーと魔導王について話し合い、王国を脱出した。

#### 漆黒の剣
エ・ランテルを活動拠点とする銀級冒険者チーム。
名前の由来は、13英雄の1人、「黒騎士」が持っていた4本の魔剣に因んでおり、メンバーのニニャの発言を契機に、メンバー全員で持つことを目標にしている。魔剣を手に入れるまでの代わりに、小さな宝石が4つ入った黒い短剣を所持しており、それこそが自分達の結成の証だとしている。
当初、街周辺のモンスターを狩る目的で、冒険者登録したばかりで冒険者組合で仕事を探していたモモンとナーベを誘い出したが、その矢先にンフィーレアが冒険者組合を訪れ、モモンを指名して薬草採取の護衛を依頼したことで、モモン共に同行する形で依頼を請ける事になった。
エ・ランテルに帰着後、ンフィーレアを攫いに来たクレマンティーヌとカジットと鉢合ってしまい、抵抗むなしくチーム全員死亡し壊滅した。
ウェブ版ではチーム名は「旋風の斧」。ンフィーレアが登場しないため全員生存している。
ペテル・モーク
声 - 興津和幸
「漆黒の剣」リーダー。
十三英雄「暗黒騎士」の所有する剣を手に入れることを目標とする夢見る男。チーム名もそれに由来し、ニニャ曰く恥ずかしい二つ名をメンバーにつけていったのも彼である。
チーム内のまとめ役であり、メンバーがモモンやナーベに対して失礼な発言をした際もしっかりフォローしている。戦闘ではチームリーダーとしての正確な状況判断し、壁役として前衛を張りつつ、戦況を見定めて指示を飛ばす。
エ・ランテル帰還後、組合に向かったモモンと別れ、ンフィーレアと共に店に戻った際、店に侵入していたクレマンティーヌによって殺害され、最終的にアンデッド化してしまったところをモモンに仕留められる。
ルクルット・ボルブ
声 - 花江夏樹
職業：レンジャー
底抜けに陽気で口も性格も軽い人物。ナーベに一目惚れし、交際を申し込むが一蹴された。
モモンと共同の依頼遂行中にも幾度となくナーべを口説き続けるが、彼女お得意の毒舌が紛うこと無き本音であることにも気付かず、ひたすら玉砕を繰り返している。その反面、戦闘では索敵や射撃による牽制など、チームにとって重要な能力を有しているため、メンバーからの信頼は厚い。
ペテルと同様にクレマンティーヌによって殺害され、最終的にアンデッド化してしまったところをモモンに仕留められる。
ニニャ
声 - 田村睦心
チーム最年少の魔法詠唱者。若年で第二位階までを修め「スペルキャスター」の二つ名を持つ。
姉を貴族に連れていかれた経歴から貴族を嫌っている。ウェブ版では男性だが、書籍版では女性である。ちなみに書籍版とアニメでは男装している。
モモンに対しては人一倍の親しみと憧れを抱いており、積極的に会話をしていた。ンフィーレアと共に店に戻った際にクレマンティーヌと遭遇。他の三人のようにすぐに殺されず執拗に拷問をされた上で殺害される。拷問を受けている中でずっと助けがくることを信じていた。
ツアレの妹であることが明かされた書籍版では彼女の遺した日記をモモンが受け継ぎ、そこに記された知識と想いを汲み取ったことからその姉ツアレには恩を返そうと破格の待遇としてナザリックへ迎え入れることになる。
通常の倍の速度で魔法を習得できるという優秀なタレントの持ち主であり、順調に成長していけばいずれフールーダに近い域にまで到達できていたとのことである。
モモン(アインズ)も何かしらの想いは感じていたようで、アニメ版は彼女の死に憤っていた。また、ドワーフの国への遠征では、ニニャのことを思い出してその死をアインズなりに悼んでいた。
ダイン・ウッドワンダー
声 - 竹内良太
職業：ドルイド
がっしりとした巨躯の持ち主でチームの中でも特に落ち着いた人物。書籍版での話し方は「〜である」調。
戦闘ではメイスを振るい、回復や足止めの魔法も使用できる。森林地帯に精通した職に就いているため薬草にも詳しい。
ペテルと同様にクレマンティーヌによって殺害され、最終的にアンデッド化してしまったところをモモンに仕留められる。

### スレイン法国

#### 最高執行機関
最高執行機関は後述の7人の神官長の他、司法機関長・立法機関長・行政機関長・研究機関長・大元帥を含めた12名で構成されている。高い位にある者こそ清廉であるべきとの考えが基本であるため、位が高い者ほど激務であり報酬も低く抑えられている。このため本当に意欲のある者だけが率先して職務に取り組める仕組みとなっている。同時に中堅職までは家柄が良いだけでも手が届くため、出世のため箔をつけることが目的で士官する者がいるなど問題も抱えている。
最高神官長
声 - 山本兼平
法国の最高責任者。次代の最高神官長は今の最高神官長の在籍する宗派を除いた五派の神官長の中から選出される。
ベレニス・ナグア・サンティニ
声 - 宮沢きよこ
「火の神官長」。神官長の中で唯一の女性。50歳以上。ふくよかな体付きをしている。魔導王に対する報告の方針を決める会議で「モモンと魔導王はグル」という主張を述べた。
ジネディーヌ・デラン・グェルフィ
声 - 櫻井トオル
「水の神官長」。年齢が不明なほど高齢の老人。肌は土気色をしている。比類無い知識と知恵を持つ。
ドミニク・イーレ・パルトゥーシュ
声 - 玉井勇輝
「風の神官長」。穏やかな老人であるが現役の頃は陽光聖典に所属していた。多くの異種族を滅ぼした聖戦士。憤怒は烈火、殺意は氷雪の如しと謳われる。
レイモン・ザーグ・ローランサン
声 - 山本兼平
「土の神官長」。40代半ば。かつての漆黒聖典第三席次であり、15年以上戦い続けた歴戦の英雄。六色聖典の指揮官。
イヴォン・ジャスナ・ドラクロワ
声 - 菊池通武
「光の神官長」。痩身で切れ長の目をしている。信仰系魔法に関しては神官長の中でも1、2を争う使い手。
マクシミリアン・オレイオ・ラギエ
声 - 杉崎亮
「闇の神官長」。丸眼鏡を掛けた男。元は司法機関出身。

#### 漆黒聖典
隊長
声 - 利根健太朗
漆黒聖典最強の存在である第一席次。通称は隊名と同じ「漆黒聖典」。槍を装備する。
容貌は幼い少年で年齢も20歳に全く届いていないが、六大神の血を覚醒させた神人と言われている。無装備とはいえシャルティアの本気の一撃を受けても耐える実力を持つ。
シャルティアとの遭遇戦の後、死亡した二人の蘇生儀式の準備に取り掛かる。
アンティリーネ・ヘラン・フーシェ（antilene heran fouche）
声 - 田村ゆかり
特殊部隊「漆黒聖典」の番外席次で「絶死絶命」の異名を持つ。神人の中でも「血と血の混じり合いとあり得ない確率で生まれた」神人。実父はエルフの国の王デケム・ホウガン、母はファーイン。
十代前半の少女に見える容貌をしているが実年齢は最高執行機関の者達よりも年長。髪は片側が白銀、もう片側が漆黒の長髪で瞳はオッドアイ。他者に耳を見られることを嫌う。
装備は全て六大神の遺した神器。タレントはサイコメトリーに似たもので自身の装備した武具のかつての使用者の切り札を行使出来る。作者によると大陸の中でも十本の指に入る最強のタレント。
法国の聖域である五柱の神の装備が安置されている場所を守護している。自分の力を過信し驕った態度を見せる漆黒聖典のメンバーに対し拳を使って矯正させる仕事も担う。人類の守り手ともされ漆黒聖典隊長を一蹴するほどの実力をもっており、その存在は明らかになっただけで周辺国との全面戦争を招きかねないため秘匿されている。
法国の仇敵エルフ王デケムを葬るため前線に派遣される。デケムの居室で彼を待ち構え深手のデケムを容易く踏み殺した。その後、デケムを追ってきたマーレと交戦し敗北、捕虜となる。ナザリックの氷結牢獄で彼女の記憶からシャルティア関連の事実を確認したアインズはスレイン法国を即座に滅ぼすことを決意した。

#### その他（法国）
ニグン・グリッド・ルーイン
声 - 子安武人
陽光聖典隊長。
かつて行った亜人集落の掃討の時、王国の冒険者「蒼の薔薇」と遭遇し敗走したことがある。この際に顔に傷を受け、魔法での治療を簡単に行えるにもかかわらず、敗北への戒めとしての今も残すに至る。しかし、個としての力はラキュースをしてその頃の自分より強かった模様。
ガゼフの抹殺任務を無慈悲といえるやり方で九割方遂行する。自身はタレントの特性を活かして後方から部下を強化しつつ指揮を行う戦術を取った。理論上は的確なやり方であるはずだったが、ナザリックの介入により部下共々捕縛される。
性格的には人間種救済という大義を掲げ、神への信仰と共にそれを疑うことはなかったが、それ故に冷徹で傲慢なところを見せた。無惨な死を避けられないとわかると、部下を見捨てて命乞いをするという醜態を晒した。その後、情報を得るために尋問を受け死亡した。

### バハルス帝国
ジルクニフ・ルーン・ファーロード・エル＝ニクス (jircniv rune farload el nix)
声 - 櫻井孝宏
現皇帝。圧倒的なカリスマ性と、武力に裏付けされた統治能力で自国を強大化させつつある眉目秀麗な青年。腹話術という意外な特技も持っている。
即位に際し、また機を見るたびに国内の貴族に対する血の粛清を断行したため「鮮血帝」と呼ばれ、事実彼の代で絶対王政は完成しつつある。王様優秀度は12人中2位（化け物）。
親族同士での謀殺を繰り返した凄惨な過去を背負っており、他者に対する愛情が希薄。伴侶は居ないが子はいる。ラナーの先進的な提言を密かに自国に取り込み成果を上げる等、彼女の才覚は認めているがその有り余る知性に薄ら寒いものを感じてもいる。
ナザリックの戦力を見るための捨て駒としてワーカーを用い、その謝罪としてアウラ、マーレ両名による脅迫に応じて大墳墓へ自ら赴き、アインズに同盟を申込むと共に建国事業を勧め、周辺国家による対ナザリック同盟の成立を目指す。
自身の深読みとアインズの行動が互いの意図とは別に帝国を追い詰める形で偶然ハマってしまい、法国の信用を失った上に、謀略戦に完全に敗北したと思い込み、属国として魔導国傘下に入ることを選ぶ。属国となるまでは、激しいストレスから胃痛に苦しみ髪も抜け落ちていた。傘下に入ってからは重荷から解放されて伸び伸びと日々を送っている。また、アインズに拝謁する際に待合室にいたペ・リユロと出会い、両者とも同じ境遇であったため、すぐさま意気投合し親友となる。
フールーダ・パラダイン (fluder paradyne)
声 - 土師孝也
帝国の主席魔法使い。ベルモウス村の出身。WEB版の設定によると268歳。人間としては最高ランクである第六位階の魔法を使いこなす。十三英雄に匹敵か、それ以上の「逸脱者」ともいわれている帝国最大の守護者。
彼個人の存在が周辺諸国に対する抑止力となり、教導した高弟の中には第四位階の使用者まで現れるなど、帝国の魔法教育の立役者でもある。
魔法の一種、仙術を不完全ながら発動させることによって200年以上生きており、相手の使う魔法の位階を見抜くタレントを持っている。英雄を超えた者としての飄然とした態度の裏に魔道の秘奥のためになら全てを投げうっても構わないという狂的な本質を隠しており、アインズの強大な力を知って即座に傘下に降る。
初代皇帝の時から仕官しており、代々の皇帝に協力して帝国の強大化に努めてきた。ジルクニフに「爺」と呼ばれ個人的な信愛を以て接されており、彼自身も帝国及び歴代皇帝には愛着を持っていたようだが、表向きには帝国に臣従しつつも裏切り、ナザリックを利する行為を行っていた。

#### 帝国四騎士
バジウッド・ペシュメル (baziwood peshmel)
声 - 永野善一
帝国四騎士の一人。四騎士のまとめ役である。上水月19日生。帝国裏路地の出身。娼婦出身の妻・愛人が5人おり、彼女らと同じ屋根の下で暮らしている。
ガゼフ・ストロノーフと同じく平民上がりの騎士で言葉遣いはぞんざいだが、裏表の無く陽性な性格をジルクニフに好まれている。ナザリック内部に皇帝の供として付き従った後も軽口を叩く姿勢に変わりはなかった。
ニンブル・アーク・デイル・アノック (nimble arc dale anoch)
声 - 笠間淳
帝国四騎士の一人。中火月8日生。男爵家の次男。ジルクニフから個人として伯爵の地位を与えられている。
帝国と同盟を締結したアインズの案内役を申し付けられ、大虐殺の現場に居合わせ恐怖に打ち震える羽目になった。
レイナース・ロックブルズ (leinas rockbruise)
声 - 加隈亜衣
帝国四騎士の一人。紅一点。攻撃力でいえば四騎士中最強。顔の半分を隠しているという点を除けば容姿の整った女性。呪いにより顔の右半分が膿を分泌するものに変えられている。趣味は呪いが解けた後の人生を空想すること及び復讐日記を書くこと。
元は貴族の令嬢。自領のモンスターを討伐することに誇りを持っていたが、とあるモンスターから死の間際の呪いを受ける。呪いが解けないことによる世間体を気にした実家から追放され、婚約も解消された。ジルフニフに見出され雇用契約を結んだ後、彼の援助で実家と元婚約者への復讐を済ましている。
そのため、人生の目的である解呪のためならばジルクニフにだって剣を向けると公言している。忠誠心にも乏しく自身の雇用は身の安全あってこそ、利あれば裏切ることを含め、いざとなったら逃げだすことを契約の条件として認めさせている。女性としてのプライドからかジルクニフに従ってナザリックに赴き戦闘メイドの美貌を目撃した際、舌打ちをした。大虐殺以後は自分の価値を高めてから魔導国に鞍替えをすべく機を窺っている。
ナザミ・エネック
帝国四騎士の一人。防御戦においては四騎士最強といわれ「最硬の騎士」と呼ばれた男。両手に盾を持って戦う珍しいスタイル。
ナザリックの使者として宮廷の中庭に現れたアウラとマーレの前に立ちふさがったが、マーレの魔法によって発生した地割れに巻き込まれ近衛騎士達と共に死亡。

#### 銀糸鳥 （ぎんしちょう）
「漣八連」と並ぶ帝国のアダマンタイト級冒険者チーム。ジルクニフから依頼を受け闘技場内で彼の護衛をした。魔導王による競技場での一件以降、本拠地を帝国から都市国家連合に移している。
フレイヴァルツ
声 - 土岐隼一
「銀糸鳥」リーダー。「吟遊詩人」として、奇妙な輝きを宿すチェインシャツを装備し、「星の交響曲」（スター・シンフォニー）と呼ばれるリュートを背中に下げ、レイピアを武器とする。
ケイラ・ノ・セーデシュテーン
声 - 堀井茶渡
小柄で丸刈りの男。職業は盗賊系のシカケニン。イジャニーヤ頭領三姉妹と同等の実力を持つ暗殺者。
帝国の路地裏出身である四騎士の「雷光」バジウッドよりも、深く危険な世界の出身。
ファン・ロングー
声 - 喜屋武和輝
真っ赤な毛をした猿の姿をした「猿猴（えんこう）」と呼ばれる亜人種の男性。身長は170センチ程。猿（エイプ）の力を宿す戦士で実力はバジウッド以上。
白色の毛皮で出来た鎧のようなものを身に纏い、両腰部には使い込まれたバトルアックスを下げている。
ウンケイ
声 - 前田雄
精神系魔法詠唱者。南方の地で信仰される、四大神の従属神とも呼ばれる「仏神」の信仰者。
編み笠を被り袈裟を羽織り、錫杖を持つ。治癒魔法も扱える。
ポワポン
「トーテムシャーマン」という職業柄、上半身が裸という外見をしており、褐色の肌で上半身に奇妙な紋様を描き込んでいる。顔立ちはそこそこ整っている。

#### ワーカー
グリンガム
声 - 間宮康弘
「ヘビーマッシャー」のチームリーダー。メンバー数14人という大所帯ワーカーを束ねている。
農家の三男坊として生まれ、兄を見返してやろうという一念でミスリル級冒険者に匹敵する地位まで上り詰めた。王国の御前試合に出場するも準々決勝でブレインに敗北している。対外的には無学なりの処世術として仰々しく奇妙とさえ取れる喋り方をしている。ナザリック探索を依頼されたワーカーチームの中では中心的な役割を果たし、長年の経験から多くの攻撃を切り抜ける。
ナザリック探索では自分含め5人で調査に赴くも最終的にチームは転移の罠にかかり、別々に過酷な運命を辿ることになるのだが、彼の場合は恐怖公の管理する「黒棺」に送られ生きながらにして貪り喰らわれるという悲惨な末路となった。
パルパトラ・オグリオン
声 - チョー
二つ名：緑葉（グリーンリーフ）
「竜狩り（ドラゴンハント）」のチームリーダー。80歳に到達してなお現役を続ける老戦士。チームメイトや他のチームからは「老公」と呼ばれる。前歯はほとんど抜け落ち濁音を話せない。
自身の異名である「緑葉」（グリーンリーフ）とは、退治した緑竜（グリーンドラゴン）の鱗から作り出された鎧を装備していることから付けられている。また先端を竜の牙を削り作ったスピアを武器として持つ。武技「竜牙突き」の開発者とされる。かつてはオリハルコン級と目されていた冒険者であったが、当時の冒険者組合長（パルパトラをして「最悪の類」）をぶん殴ってしまって以来、ワーカーとして活動している。
普段は好々爺の一面を見せるが、謎の遺跡（ナザリック）においての内部探索初日を未知のモンスターとの遭遇の危険を考慮し他のチームに任せ、自身らは地表部の探索を買って出た一方で、翌日の内部探索の優先権を得るなど仕事に対しては非常に慎重かつ冷徹な面を見せる。
地表部を探索していた際、現れたプレアデスが呼び出した8体のナザリック・オールド・ガーダーと交戦する。彼自身は複数体を受け持つなど奮戦したものの、チームは後衛の判断ミスから序盤から劣勢に追い込まれ予想外の脆弱ぶりを披露する羽目になる。戦う前の余裕はどこにいったのかと観戦していたプレアデスの面々も呆れ、遂には彼女らから声援すら送られるようになるが、声援空しく早々に全滅し最初に脱落したワーカーチームとなった。死体は回収され有効活用された模様。
エルヤー・ウズルス
声 - 木村良平
「天武」のチームリーダー。鈴の音のような涼しい声を持つ、端正な顔立ちをした男性。ガゼフに匹敵するともいわれる剣の天才だが傲慢な態度が目立つ。
スレイン法国の出身とされており、人間以外の種族を見下している。
三人のエルフの奴隷とパーティーを組んでいるが、実際は彼一人のチームだといわれている。
ナザリックに侵入した際、ハムスケの訓練の成果を見るためのテスト相手としてあてがわれ、不利になった途端にエルフ達の支援を受けて戦ったが両腕を切断され、エルフ達にも見捨てられたのちにとどめを刺される。侵入者の末路の中では、ナザリック魂に汚されていないハムスケが相手だったため、最も幸せである。

##### フォーサイト
酒場兼宿屋の「歌う林檎亭」を拠点に活動しているワーカーチーム。ミスリル級相当の実力を持ち、帝国では敵無しと謳われている。アルシェが妹たちを引き取って一緒に暮らそうとしていたため、ナザリック地下大墳墓の調査の依頼を終えたら解散する予定だった。
ヘッケラン・ターマイト (hekkeran termite)
声 - 石川界人
「フォーサイト」のチームリーダー。スピードと手数を武器とする二刀流の戦士。金髪に碧眼、日に焼けた肌をしている。20歳前後。身長は170台中盤。上風月3日生。趣味は貯金の勘定。
裏稼業に属する者として敵を作らない手腕に優れており、事前の下調べも欠かさないなど出来る男。一方で危険性が無いと判断すると、深く考えずに行動する傾向がある。
商人の家の四男。当初は冒険者を目指していたが金銭好きな性格のため気付いたらワーカーとなっていた。
他のワーカーチームらと共にナザリックに侵入し、転移した先で第六階層・闘技場にてアインズと相対した際、脱出に一縷の望みをかけて交渉しようとし、他のナザリック至高の存在の許可を得たかの如く偽装しようとして失敗。逆にアインズの逆鱗に触れる結果となり、戦闘の末イミーナを庇い、麻痺させられ倒れる。
最期はイミーナと共に餓食狐蟲王の巣の材料にされた。
ロバーデイク・ゴルトロン
声 - 平川大輔
「フォーサイト」の神官。30代。気立てのいい性格で、金目当てという即物的な理由で動くワーカーが多い中、神殿という組織の枷の下ではより多くの人々が救えないという理由でワーカーとなった。中水月13日生。趣味は日曜大工。
柔らかな物腰と優れた話術によってチームの交渉窓口となることが多く、自らが冒険によって得た報酬を弱者救済に費やすなど、真に善性の人。
最期はアインズによる神の存在証明のための実験材料となった。
イミーナ
声 - 高垣彩陽
「フォーサイト」のレンジャー兼盗賊。半森妖精（ハーフエルフ）。父が森妖精（エルフ）・母が人間の半森妖精。ヘッケランと恋人関係。上火月29日生。趣味は何もせずにぼんやりする事。
気の強い性格であり、エルヤーとの折り合いが悪い。一方でチームメンバーに対しては面倒見が良く、調子に乗ったヘッケランをよく叱っていたり、状況をよく理解して仲間や自分を犠牲にできる理性も持ち合わせている。
チームの耳目となって敵の接近を警戒する役目を負う他、弓の腕前もかなりのものである。
エルフの血が入っているためかほっそりとした肢体の持ち主であり、胸部も平たい。非常に浮かびやすく溺れにくいタレントを持っているが、水地でモンスターに襲われた経験があるため、泳ぎは嫌い。酒癖が悪い。
最期はヘッケランと共に餓食狐蟲王の巣の材料にされた。　
アルシェ・イーブ・リイル・フルト
声 - 真堂圭
「フォーサイト」の魔法詠唱者である10代半ば〜後半の少女で、家の借金を返すためにワーカーになった。チームの知識担当。中風月26日生。趣味は読書。
帝国魔法学院出身。他者の魔力を感知する特殊な才能を持つ。フールーダの元弟子であり、若年で第三位階にまで習熟したことから彼の領域まで到達する可能性さえ持っていると師や仲間内からは評されていた。フールーダと同じく魔法詠唱者が使用できる位階に応じたオーラを見ることが出来るタレントを持つ。
貴族であったが現在は実家の爵位を皇帝によって剥奪されている。それでも貴族としての浪費を忘れられず借金を繰り返している父と母を疎んでおり、妹のクーデリカとウレイリカの双子と共に家を出ようと考えている。
イミーナからの助言で逃走するも、追跡に向かったシャルティアによって苦痛なき死を与えられ、遺骸をバラバラにされ有効活用され、声はアインズの勧めでエントマに譲られる。その才能についても早熟の秀才に過ぎずもう伸びる余地は残されていなかったと語られている。

### 竜王国
ドラウディロン・オーリウクルス
竜王国女王である「黒鱗の竜王」（ブラックスケイル・ドラゴンロード）。ある理由により本来の姿とは異なる少女の姿をしている。近隣の大国・ビーストマンの国の侵攻に頭を悩ませている。王様優秀度は12人中3位（王様苦労経験値では周辺国家でトップ）。
戦闘能力は通常の人間並のため皆無であるが、竜王の血が八分の一流れているため「始原の魔法」を使用できるタレントを持っている。そのため法国からは「竜王」と一応定義されている。
本来の姿はスタイル抜群の大人の美女らしいが、常に幼い少女の姿（宰相曰く「幼女形態」）で純真無垢で可愛いらしい子供の演技をしている。本人は少女の姿を快く思っていないが、万人受けするこの姿で前線で戦っている者達を激励すると士気が高まるため、仕方なく受け入れている。特に同国のアダマンタイト級冒険者・セラブレイトには効果覿面であるが、当の本人はそのうちセラブレイトに与える褒美に、自らの体を使うことになると半ば諦めている。
セラブレイト
竜王国唯一のアダマンタイト級冒険者チーム「クリスタル・ティア」のリーダー。「光輝剣」という剣技を使うため二つ名は「閃烈」。ホーリーロードという職業に就いている凄腕の剣士。
竜王国でも有数の英雄級の実力者だが、ロリコンで、幼女形態のドラウディロンにどこか欲望を感じさせる熱視線を送り続けている。
オプティクス
ワーカーチーム「豪炎紅蓮」のメンバー。「真紅」という二つ名を持つ凄腕の剣士。
セラブレイトに次ぐ竜王国防衛の要としてビーストマンとの戦いで活躍しているが、国力の疲弊と国防費の増大による財政難に窮した竜王国には豪炎紅蓮を雇い続けるための資金が工面しきれなくなっている。

### ローブル聖王国
カルカ・ベサーレス (calca bessarez)
声 - 早見沙織
聖王女。王位継承順位は低かったが、「ローブルの至宝」と呼ばれる容姿の美しさと、15歳で第四位階魔法を行使出来る信仰系魔法詠唱者としての能力で、先代聖王と神殿勢力の支援で王位を手にした。10年程国政を運営をするなか酷い失策などは無いが、南部を取り込めていないなど国内に火種はある。
性格は真面で善良であり、亜人種に対する偏見も薄い。一方で王として強い態度を取れず八方美人な面があり、そのためジルクニフには嫌われている。レメディオス・ケラルトと同様異性と一度も付き合ったことが無いため、同性愛者ではないかという噂を立てられている。王様優秀度は12人中8位（強硬な政策を執れない）。
レメディオスやケラルトらと共にヤルダバオトと交戦するが、周囲が王女の安全確保を最優先することを見抜かれていたため捕縛されてしまう。彼女自身を殴打武器とするという非人道的な扱いにより、下半身のみを残して死亡した。
カスポンド・ベサーレス (caspond bessarez)
声 - 内田夕夜
カルカの兄。本当のカスポンドはヤルダバオトに伴う戦乱の中で既に死亡しており、作中に登場したカスポンドは当初からドッペルゲンガーである。
生存時の本当のカスポンドは優秀ではあったものの、己よりも優秀な妹であるカルカには負けると悟り貴族社会で生き抜く知識を得ていた。王位争奪という骨肉の争いを好まず、妹に王位を譲ったためか王族では珍しくケラルトに恨まれていない。王位継承戦での譲歩には後悔は無いが、妹で大丈夫なのかという心境でもあった模様。裏工作等も出来るため、もし彼が聖王に即位していた場合には妹より王に向いていたと評されている。
カスポンドとなったドッペルゲンガーは「捕虜収容所に囚われていたが解放軍に助け出され、ヤルダバオトや亜人連合軍打倒のための指揮を執る」という自作自演により自然な形で主導権の掌握に成功。
魔導王がヤルダバオトを倒した後は聖王に即位、ローブル聖王国の人々にはカスポンドとして振舞い魔導国のための国家運営に着手する。
レメディオス・カストディオ (remedios custodio)
声 - 生天目仁美
聖騎士団団長。ケラルトの姉。
九色の一角で白を戴く。英雄の領域に至っており、四大聖剣の一つ聖剣サファルリシアを所持している。妹とは違い賢くないが戦場では彼女の野性的な勘が適切な選択を下す。ガゼフよりレベルは上。
頭が悪く物事を忘れがちで、知識・常識も不足している。己の感情を自分一人では制御できないため、感情を制御できる唯一の拠り所であった聖王女を失って以降はネイアへの八つ当たりを繰り返している。市民にアインズが称えられることに腹を立て、アンデッドとはいえ解放軍の恩人に対して無礼な振る舞いをしたことで求心力を失う。
聖王国の民や平和を愛し、弱者に手を差し出す騎士の鑑であるが、反面、自国民の幸せのためになるのであれば自らのどんな行為も善となると信じている。ヤルダバオトとの交戦・撤退後は性格が変貌している。自国を救う魔導王であっても彼が人間ではなくアンデッドであるため、利用して使い潰しヤルダバオトと共倒れになっても構わないと考えている。
カルカやケラルトらと共にヤルダバオトを攻撃するが為す術なく撤退。解放軍となり王国、続いて魔導国に支援を願い出る。ヤルダバオトの再度の襲撃の際、カルカやケラルトの無惨な姿を見たことで幽鬼のような変わり果てた姿となり、精神的に不安定で暴発の可能性もあるため蟄居の身となった。聖王国の旧体制廃滅を目論むデミウルゴスにとってはカルカやケラルト同様生かしておくと邪魔な存在ではあるが、敢えて生かして貴族らの不満を向けさせる矛先として利用しており、南北の対立が決定的になる頃に処分するとの見通しを立てている。
その後、ザナックとラナーの会話から死亡したと思われる。
ケラルト・カストディオ (kelart custodio)
声 - 戸松遥
聖王国の最高位神官。神官団団長。同国最恐の女性でもある。レメディオスの2歳下の妹。英雄の領域に到達している。
容姿は姉と似ているが彼女とは違い賢く、腹に一物がある雰囲気を醸し出す。巷間では第四位階魔法まで行使出来ると伝わっている。実際には第五位階まで行使出来、純粋な神官としては周辺国家最高峰で蒼の薔薇を凌ぐ。ただ、それを知る人間は極少数。
大切にしているカルカや家族に害を為す者には姉以上に好戦的になり、慈悲の無い冷酷な報復も行う。微笑んでいる表情は演技にしか過ぎない。主であるカルカとカルカに王位を譲ったカスポンドを除き王族は総じて無能で唾棄すべき対象として憎悪しており、カルカに敵対する貴族達も没落させる対象として機会を常に狙っていた。
ヤルダバオトの出現の際は、カルカらと共にヤルダバオトを攻撃するが為す術なく敗北。その際は辛うじて生きていたが、最終的には命を落とす。その後、頭部はネイアらに奪還され姉の許に戻った。
ネイア・バラハ (neia baraja)
声 - 青山吉能
パベルの娘。聖王国訓練生。目つきが悪く目の下にはクマがある少女。剣の才能は無いが母に憧れ聖騎士を目指していた。父譲りの鋭敏な感覚能力を持つため聖王国使節団の従者に選ばれる。自身の目つきの悪さから誤解を受けがちなせいか、ローブル聖王国の中では珍しく亜人種に対する特段の偏見はあまり持ち合わせていない。
ヤルダバオト襲来後は感情の制御ができなくなったレメディオスから八つ当たりの対象となる。レメディオスから疎まれた末にアインズ付きに任じられる。理不尽な扱いをするレメディオスとは違う、アインズの王としての威厳ある風格や庶民の目線に立っての言動・行動を目撃するうち、徐々にアインズに心酔していく。しかしアインズとしては自分を見るネイアの目つきの悪さに恐怖を抱いており、自分がネイアに何かしてしまったかと懸念している。
感情の制御ができているアインズと接したことでレメディオスがもはや感情の制御ができなくなったことを察し、魔導国も使い潰そうとする聖王国に見切りをつける。
その後戦死し、アインズにより蘇生され、その際に魔導王自身が正義だと確信する。
その後、北部聖王国での新興コミュニティの教祖となり、人前に出る際は常に仮面を着けるため顔なしの異名が付いている。その教えは北部の多くの人間に支持され、今では神殿勢力以上の影響力を有し魔導国の公式文書に聖王国の国璽に連なり自身の印章を押す程である。新たな聖王も黙認している。
オルランド・カンパーノ
声 - 木内秀信 
聖王国班長。筋骨隆々の男。九色の一角ではあるが、命令されるのを嫌い強さに敬意を表する性格でもあり、しばしば上官や貴族と揉め事を起こす。降格させられる事も多々あるが、部下からは班長閣下と呼ばれ尊敬されている。
亜人連合を迎撃するが、ヤルダバオトの支配の呪言により、自身の剣で喉を貫かされた。そのうち魔導国に武者修行に行くつもりであった。
パベル・バラハ
声 - 鳥海浩輔
聖王国兵士長。九色の一角で黒を戴く。無駄な肉を完全にそぎ落とした体型で目つきも鋭い凄腕の弓兵。訓練で優れた夜目を修得している。暗殺者の様な風貌をしているが元聖騎士の妻を嫁にもらった恐妻家であり、妻子の話題になると話が長くなる癖を部下達からは苦笑されている。
家庭的には恵まれており、妻との間にネイアという娘を儲けている。ネイアの目つきが自分に似てしまったことや妻のような聖騎士としての才覚に恵まれなかったことを申し訳なく思っていたが、妻とネイアに対する愛情は本物であり、ネイアからもらった贈り物は大切な宝物として飾っている。
亜人連合を迎撃した際、ヤルダバオトの放った魔法で死亡、まともに交戦することさえ許されず生涯を終えた。ネイアからは目つきの遺伝に対する不満を除けば娘想いの良き父として思い出されているが、同時にネイアの聖騎士としての大成を最初からあきらめていた頼りない父親でもあったと回想されている。妻も亜人達との戦闘で戦死している。

### ドワーフの国
ゴンド・ファイアビアド (gondo firebeard)
声 - かぬか光明
ルーン技術の復活・再興を夢見ているドワーフ。
筆頭ルーン工匠であった祖父や父と比較するとルーン技師としての才能は非常に劣るが、ルーン技術に対する情熱は非常に強い。ルーン技師としての才覚に恵まれていないことは周囲からも同情されており、ゴンドさえ望めば役職付きの待遇も用意されているが、自身の夢のためにそれらを断って休暇をとりやすい一介の鉱夫として働いている。ルーン技師として大成し己より優れているドワーフ達がルーン技術の復活を諦めていることに加え、危険を冒してでも採掘に挑まない性根になってしまったことには心を痛めている。
自身の野望や祖父や父の名を潰えさせたくはないという熱い思いはアインズがギルド「アインズ・ウール・ゴウン」に抱く夢と同じであったことで意気投合する。
資金援助と全ルーン工匠の引き抜きというアインズからの提案を承諾した。ドワーフの国がルーン技術に見切りをつけた際は自分の存在意義を祖国から捨てられたことを理解し涙を流して現実を受け入れた。その後はドワーフの国に対する心の整理がついたらしく、自身を必要としてくれたアインズやルーン技術の復活のためならば手段を問わない姿勢はアインズから豪胆と苦笑されている。

### エルフの国
デケム・ホウガン（decem hougan）
エルフの国の国王。オッドアイ。八欲王の一人エルフの大英雄にして最強の軽戦士の子。最低でも70lv超という逸脱者を超えた強さを持つ。魔力はシャルティアに肉薄する程。召喚に特化した森祭司（ドルイド）のため得意ではないが第十位階の魔法を行使できる。また、身体能力も人間を軽く粉砕できるなどかなり高い。
数多くの子を為したがどれも自身の強さの半分にも達していないことを苦々しく思っている。自分の子で作られた強者の軍隊が世界に名を轟かすことを目論む。昔、法国の切り札であった女を騙し拉致した。強姦された女は絶死絶命を孕んだが産む前に法国に取り戻された。
エルフの国は法国との戦いで劣勢に追い込まれているが、弱い国民を救うことに興味はなくその名前すら覚えていない。他者の心情を慮ることはなく、弱者がその子供を喪った悲しみや自分の妻を王に差し出さねばならない憤りを、強い子供を産めなかった身を恥じているとか強者である王に妻を献上でき歓喜しているなどと自分の都合よく解釈する。
王城に潜入してきたアウラやマーレを孫と勘違いして2人に手を出そうとするが、突如出現したアンデッド（アインズ）に殴られ、そのまま交戦に入る。アインズの罠に掛かって敗北した後に逃走。大樹海を渡る準備のため自室に戻るも待ち構えていた絶死絶命に踏み殺された。

### ズーラーノーン
カジット・デイル・バダンテール
声 - 稲葉実
ズーラーノーン幹部の十二高弟の一人。
法国で普通の村人として生まれたが、子供の頃に脳内出血で亡くなった母親の死に目に遭えなかったことから、自身を強く責め母の復活を目標とするようになる。信仰を捨てた身のため、洗礼名の「デイル」で呼ばれることを嫌う。
思案の結果、通常の蘇生魔法では生命力の足りない母親を復活させるために信仰系魔法でない新たな魔法を開発することにしたが、それまでにかかるであろう膨大な時間を得るために己をアンデッドと化す魔力系魔法を修めるべく、遂にはかつて盟主が行った「死の螺旋」の遂行に手を出す。
40歳程度とさして老齢というわけではないが、禿頭のうえ極めて痩身、土気色の肌など生きながらにしてアンデッドを想起させる姿をしている。
エ・ランテルにて5年かけた下準備の最終局面、現れたモモンらと戦闘になる。その際はナーベを追い詰め、一分野に特化した魔法詠唱者としての底力を見せたものの、本気のナーベラルの一撃により死亡した。死体は安置所から忽然として消え、その後の経緯は不明。
クレマンティーヌ
声 - 悠木碧
ズーラーノーン幹部の十二高弟の一人。
元は「疾風走破」の二つ名を持ち漆黒聖典の第九席次に籍を置いていた英雄級の実力者だったが、法国を裏切り風花聖典の秘宝「闇の叡者の額冠」を奪い取る。
法国最強の漆黒聖典に在籍していたため、彼女に勝てる実力を有する者は十二高弟の中に三人しか存在しない。
外見は猫科の肉食獣を彷彿とさせる愛らしくも獰猛なもので、気まぐれに人命を奪う性格破綻者。常にふざけ半分の態度を崩さないが、実力への自負は高く激しやすい。20代半ばを過ぎており、若作りをしているという。
戦法も軽装の見た目に違わず、身軽さと瞬発力を活かして相手の懐に飛び込み、手にしたスティレットの刺突による急所への一撃必殺を基本戦術とする（本人曰く「スッといってドス」）。
特に意味も無く強弱も様々な数多の冒険者を屠り、ハンティングの勲章代わりに彼らのプレートを身につけ愉しんでいた。カジットの計画に協力する一環で行ったンフィーレア拉致の場に居合わせた「漆黒の剣」を全員殺害した。
そのことでアインズの怒りを密かに買っており、その後に戦士姿のアインズと対峙する。本気を出さないアインズに善戦するが、正体を明かした彼の鯖折りにより死亡した。死体は安置所から忽然として消え、その後の経緯は不明。

### 蜥蜴人の集落
ザリュース・シャシャ (zaryusu shasha)
声 - 東地宏樹
部族「緑爪（グリーン・クロー）」出身の旅人。外界からは魚の養殖についての知識を持ち帰り、兄の陰ながらの助力もあってだが成功させた。戦士としては周辺の部族においても指折りの強者として知られ、蜥蜴人四至宝の1つ「凍牙の苦痛（フロスト・ペイン）」の所有を認められている。
ナザリックの侵攻に対抗するため周辺部族との連合策を提示、兄と分担する形で交渉に臨みこれを成功させた。ナザリックとの戦いにおいては圧倒的な能力差がありながらも仲間の協力を得てイグヴァを倒し、兄との連携の末にコキュートスに刃を届かせたことはコキュートスに戦士として敬意を抱かせる程だった。
コキュートスとの戦いで死亡するも、復活魔法の実験のために蘇生される。自身を容易に蘇生させた能力やナザリックの軍勢を支配する姿等を目の当たりにし、アインズを神に匹敵する存在と認識して彼に平伏する。
ナザリックの侵攻後は、ゼンベル達とナザリック地下大墳墓に赴いてハムスケや他の蜥蜴人に戦士としての技術を教えている。
クルシュ・ルールー (crusch lulu)
声 - 雨宮天
部族「朱の瞳（レッド・アイ）」族長代理。祭司の力に長けたアルビノの雌。
一応部族の代表者ではあるが、異形の姿によって微妙に高みに遠ざけられるような扱いを周囲からは受けている。本人もその立場を諦めつつ受け入れていたが、その姿を一目見て惚れ込んだザリュースに求愛され、戸惑い慌てながらも承諾する。
ナザリックの侵攻後は、ザリュースの復活を条件に蜥蜴人の中で裏切りが発生しないかを秘密裏に監視する役割を担う。また、圧倒的な力を持つコキュートス相手に死を覚悟した戦闘の前夜、ザリュースとの仔を孕んだことを契機に彼と結婚した。生まれた子はアルビノである。
ゼンベル・ググー (zenberu gugu)
声 - 石井康嗣
部族「竜牙（ドラゴン・タスク）」族長。
通常権力から離れる元旅人という立場でありながら、強さを尊ぶ部族の気風によって族長として収まっている。豪快な性格で、ザリュースとの交渉も後腐れのない決闘という形で話をつけ悪友のような関係となる。旅人になったのはフロスト・ペインを持ったかつての「鋭剣」族長との戦いに敗れたためという。
ザリュースとの決闘の際には旅人時代に世話になった山小人から持たされた長槍を片手にしていたが、彼の真の武器はその鍛え上げられた肉体。職業は強力な魔法攻撃を防ぐスキルを有する格闘家である。
コキュートスとの戦いで死亡するも、後にシャースーリューと共に蘇生される。その後、かつて山小人に師事した経験を見込まれてアインズ一行を彼らの国へ道案内するよう命じられた。了解するが、恩人達に害をなすなら絶対強者相手でも敵に回ると宣言する等真っ直ぐな性根は変わっていない。
シャースーリュー・シャシャ
声 - 楠見尚己
部族「緑爪」族長。ザリュースの兄。王様優秀度は12人中11位（世界が狭い）。
戦士と祭祀としての実力を兼ね備えた実力者。指導者としても兄としても立派な人物だが意外と下世話なところもあり、弟とクルシュの関係に野暮をいう一幕もあった。
危地に至っても柔軟に動き、本来部族の運営には関わらない弟の意見を取り入れ五部族連合を成功させる。コキュートスとの一戦では兄弟ゆえの息の合った動きを見せ、己の身を犠牲にしてザリュースを最後の一撃へと導く。
後にゼンベルと共に蘇生され、弟と同様にアインズを神に匹敵する存在と認識し、彼に忠誠を尽くすようになる。彼自身はコキュートス傘下の蜥蜴人部族の指導者として働いている。

### 八本指

#### 幹部
ヒルマ・シュグネウス
声 - 行成とあ
麻薬取引部門長。元高級娼婦。
気だるげな雰囲気を漂わせ、現役の色香もいまだ漂わせる蠱惑的な女だった。
ゲヘナにおいてマーレとエントマに自邸を襲撃された後、拉致される。ナザリックでは「悪魔の洗礼」（恐怖公によって体の内側からゴキブリに食い荒らされるという拷問）を受ける羽目になり完全に心折れ、体の傷こそ癒されたものの恐怖からナザリックに服従し、他の部門長との会合の場にアウラとマーレを呼び入れた。
その後、悪魔の洗礼による後遺症で固形食を食べられなくなり病的なまでに痩せた姿となった。王都で知り合ったフィリップに舞踏会の会場を提供するなど支援する一方、八本指の他の長と共にアルベドから命を受ける。フィリップがアルベドに好意を抱いたことに伴う精神的な徒労に悩まされており、早いか遅いかだけで王国はナザリックの支配下になることを確信し諦観している。他の八本指の同僚と同様に互いのことは何とも感じていないが、同僚全員がお互いに「悪魔の洗礼」に遭ってほしくないという思いだけは共有しているため互いを気遣うという皮肉な状態になっている。
魔導国の食料を聖王国に運ぶ輸送団がフィリップに襲撃された件で魔導国により呼び出される。フィリップの管理不行きの責任を問われアルベドから厳しい処分を下される可能性が極めて高かったが、アインズにより複数の再発防止策の提出という軽微なもので済まされた。慈悲深く公正な判断を下されてからは魔導王に心酔していく。
アンペティフ・コッコドール
声 - 下山吉光
奴隷売買部門長。オネエ口調の男性。
ラナーの提案による奴隷の非合法化を受け、彼の管轄する事業は斜陽産業となっており、彼女に恨みを持っていた。それでも近いうちの襲撃を察して六腕の一人を護衛に雇う等先を見据える嗅覚は失っていなかったが、護衛のサキュロントの敗北によって捕縛、収監される。
以後はナザリックの奴隷となった八本指の同僚からは同じ目に遭ってほしくないという思いと奴隷産業自体の先の無さから放置されていた。悪魔の洗礼を受けた八本指の同僚からは「幸せ者」と呼ばれている。魔導国による王国侵攻の際、魔導国側から他の部門長らと安全な場所に移されたが、結局洗礼を受ける羽目になった。

#### 六腕
ゼロ
声 - 西凛太朗
警備部門長にして、六腕のリーダー。「闘鬼」の二つ名を持つ。
禿頭の筋骨隆々とした男で、裏社会の最高戦力として自らが最強であるという自負に満ちている。モンクとして鍛え上げられた骨肉はブレインの剣戟と互角に打ち合える程のものであり、さらに動物の霊魂を宿して身体能力を底上げするクラス「シャーマニック・アデプト」を保有している。
セバスとクライム等の手によるサキュロントの敗北を受け、他の六腕総出での報復に動く。ツアレを拉致し、彼女を生餌にしてセバスを誘い込む。他の六腕と別行動を取ってブレインと対峙していたが、まさかの部下の敗北を受けセバスを粉砕しての撤退を図ろうと渾身の一撃を放つも全く効かず、呆然としたまま命を刈り取られた。
サキュロント
声 - 伊丸岡篤
六腕の一人。「幻魔」の二つ名を持ち、剣の軌道を幻によってごまかす、死を偽装して不意打ちをする等魔法職と戦士としての技量を組み合わせた独特の戦い方をし、レベルで劣るクライムを翻弄、一度死の間際にまで追い詰めた。ただ性質の異なる職業を並立して伸ばしてきた都合上、各々の分野では専門職に劣り真っ向勝負に持ち込まれると弱い。他の六腕からは最弱と冷笑されている。
コッコドールの依頼を受けたゼロによって彼の護衛に赴き、セバス達の襲撃を受けて的確に彼を逃がそうと立ち回る。クライム相手には最後底力に気圧されつつも勝利したが、その助けに現れたブレイン相手には一刀のもとに意識を失い収監される。
その後、一応の利用価値はあると認められたゼロの伝手によって解放されリーダーの眼前でクライムと再戦するが、マジックアイテムを失いただのメイド服を着る羽目になった自分との装備の差や、盗賊ロックマイアーの的確な援護によって持ち味を全く生かせず、冷静に戦う彼相手に焦りを隠せず敗北、死亡した。
デイバーノック
声 - 真木駿一
六腕の一人。「不死王」の二つ名を持つ。自然発生した「死者の大魔法使い（エルダーリッチ）」でありながら短絡的な生者の殺戮に走らず、より効率的に自己を鍛える道を選んだ自制心の持ち主。
元々の状態でも「火球」を連射するだけの実力は持っていたが新たな魔法を習得するための金銭を求めて試した幾つかの手法が失敗した後、ゼロに勧誘され六腕の一員となる。二つ名の「不死王」が癇に障ったセバスによって集結した六腕の中では最初に粉砕された。
エドストレーム
声 - 松井恵理子
六腕の紅一点。「踊る三日月刀（シミター）」の二つ名を持つ。武器がさも踊るかの如く動き出す<舞踊>（ダンス）という魔法付与を施された5本の三日月刀を自在に操る。その動きはあたかも自分が同時に5人存在しているかのような精密で自然なものである。これは常人のレベルを凌駕する空間認識能力に、左右の手で異なる動きをする能力が高い彼女のみが可能な戦法である。
ゼロとサキュロントを除く六腕の3人と共にセバスと対峙する。三日月刀での攻撃をする間もなく、セバスの超速での手刀で首を切断され、驚愕と絶望の表情を浮かべながら死亡する。
ペシュリアン
声 - 山本祥太
六腕の一人。「空間斬」の二つ名を持つ。全身鎧を装備しウルミと呼ばれる長剣をさらに極限の細さになるまで削った武器を使用する。
ゼロとサキュロントを除く六腕の3人と共にセバスと対峙する。人間の戦士の中では高い能力を有し並の人間には防ぎきれない彼の斬撃も、セバスには全く通じず頭部を吹っ飛ばされ死亡する。
マルムヴィスト
声 - 手塚ヒロミチ
六腕の一人。「千殺」の二つ名を持つ。<肉軋み>（フレッシュグラインディング）<暗殺の達人>（アサシネイトマスター）と呼ばれる刺突攻撃を補助する魔法付与を施された上、先端に致死の毒が塗られたレイピアを操る。暗殺者よりの能力のため剣の腕では他の六腕に多少劣る。
ゼロとサキュロントを除く六腕の3人と共にセバスと対峙する。ガゼフのそれを超える刺突の一撃も、セバスには全く通じず頭部を吹っ飛ばされ死亡する。

### ドラゴン
ツァインドルクス＝ヴァイシオン (tsaindorcus vaision)
声 - 山野井仁
白金の竜王（プラチナム・ドラゴンロード）の二つ名を持つ、最強のドラゴンの一角。竜帝の子。アーグランド評議国永久評議員の一人。始原の魔法を使える数少ない存在。通称「ツアー」。
慈悲深く温厚な性格であるが大局を考え流血も厭わない覚悟を持っている。そのため、場合によっては友好関係を築いている人物の切り捨てもやむなしと考えている。怜悧な面もあり損得を踏まえながら自分の言動・行動を取っている。
ある竜王の一派とはある程度目的が似ているため協力することもあるが、最終的な目標が異なるので実際の仲は良くない。拠点を多く持っており各地で組織整備の試みを行っている、評議国もその一つである。最大の勢力を有している地は東方で、そこは腹心の竜王が管理している。
種族レベルの他、特殊なドラゴン専用クラス（非常に優秀なクラス。始原の魔法関連も含まれる）を多数習得している。また、かつて八欲王が振るい、十三英雄のリーダーが所持していた最高位の剣である「ギルド武器」を保有している。
実は十三英雄の一人「白銀」でもあり、遠隔から空の鎧を動かして彼らと冒険をしていた。真実を明かした後は仲間にひどく怒られたという。十三英雄の誰かの死に関与している模様。
新たなプレイヤーの存在を感じ取り、それに対抗するためアイテムの収集や同胞のドラゴン、隠れた強者に協力を求めるなど陰ながら活動を開始している。
アズスに法国にとって重要な人物の名を教えていた。アズスからの協力要請を了承し、魔導王（実際はアインズに変身したパンドラズ・アクター）と一騎打ちを行った。その際はリク・アガネイアと名乗る。

#### フロストドラゴン
オラサーダルク＝ヘイリリアル (olasird'arc=haylilyal)
声 - 乃村健次
ドワーフの国の旧王都である「フェオ・ベルカナ」の城を本拠とする、アゼルリシア山脈の霜の竜の王（フロスト・ドラゴン・ロード）。
魔力系魔法（第三位階）を3種行使可能なその力はこの世界では強大で、後に妃とするムンウィニアと領土を巡り幾度も争った際に、ドワーフの西の都市・「フェオ・テイワズ」が巻き込まれ破壊され廃墟となったほど。転移後の世界でのドラゴンとしての成長度合に関しては最高峰に達している。他の一般的なドラゴンとは違い、成人した子も自身の本拠地で生活させ、一族を結集して外敵に対応するという考えを持っている。王様優秀度は12人中9位（自分を優先）。
ペ・リユロから請願を受けて侵入者退治にヘジンマールを差し向けるも彼は降伏する。
ドラゴン族の特性ゆえの傲慢さにより最期は自らの前にやって来たアインズの逆鱗に触れ第九位階魔法で瞬く間に命を奪われる。
実験に使うため死体はナザリック第五階層（氷河）に送られ保存された。
ヘジンマール
声 - 広瀬裕也
オラサーダルクとキーリストランとの間に生まれた長子。眼鏡をかけている。アゼルリシア山脈に住むドラゴンとしては異端で肉体の強さよりも知識を吸収することを是としていた。
終始部屋に引きこもり書物を読み耽っていたため、他のドラゴンよりも太っている。
多少臆病が故の慎重さで冷静判断ができ命の危機を乗り越える。
父竜から恫喝にも近い命を受け侵入者退治に赴くも、ドラゴン族のパッシブスキルである物の価値を見る力と判断力で、アインズの装備の価値の異常さと力を感じ取りすぐさまアインズに降伏。その後はアウラ配下となる。

### 土堀獣人
ペ・リユロ (pe riyuro)
声 - 松風雅也
氏族王。クアゴアの中に生まれた不世出の英雄で、瞬く間に全8氏族の頂点に登り詰めまとめ上げた。それまでは暴力による支配のみでまとまりのなかったクアゴアの問題点に気付き、それなりに形の整った政治体制を確立し敗北者には生存すら許さないクアゴアの蛮習を過去のもとすることに成功している。ドワーフと違い優れた建築能力をもたないなどクアゴアという種族そのものの数々の弱点も理解しており、他種族を支配し文化や技術を学ぶことでクアゴアの力を上げていくことに専念している。王様優秀度は12人中4位（優秀な上に経験値も有している）。
フロストドラゴンには服従するという形をとっているが、ある程度は自治権を許されていたらしく、ドワーフを滅ぼそうと部隊を送り込み侵攻を開始するがアインズ達の介入により撤退する。その後は自らの本拠・「フェオ・ベルカナ」へ侵入したシャルティアとアウラと大軍を率いて対峙する。フロストドラゴンよりもアインズ達が強いのであれば傘下に入ることもやぶさかではなかったため、シャルティアとアウラと交渉することで情報を集めようとするも失敗、二人が最初から交渉にこだわりをもっていなかったため即座に交戦状態に突入という失態を犯してしまう。これにより魔導国の圧倒的な力を理解し、涙を呑んでシャルティアとアウラの要求通り氏族の間引きを行い、恐怖に打ち震えながら魔導国の支配下に入った。
傘下に入って以降もクアゴアの統治者として認められているらしくアインズへ拝謁する許可が与えられている。アインズに拝謁するため待合室にいた際、同じく拝謁しにきたジルクニフと出会い、両者とも同じ境遇であったため、すぐさま意気投合し親友となる。
ヨオズ
声 - 峰晃弘
レッド・クアゴア。尊敬しているリユロからドワーフの砦の攻略の指揮官を任せられた。氏族の中でも特に優れた部隊を指揮するだけあり判断力は非常に優れており、ドワーフとの戦いにアインズ達が介入した際には即時撤退を決意、自らが最前線に立ち追撃を阻止するなど胆力も持ち合わせている。
勝ち戦が予想されていた中での徹底という事態により、処刑をも覚悟してリユロに報告するも、予期せぬ第三者の介入と氏族の精鋭部隊すら圧倒されるという戦局を重視したリユロの判断により助命される。リユロに従ってフロストドラゴンに拝謁、その後は氏族の戦力の再構築に取り掛かった。
「フェオ・ベルカナ」への侵入したシャルティアとアウラの迎撃にもリユロの側近として参加、自らが尊敬するリユロでさえも憔悴せざる得ないシャルティアとアウラの強さを目の当たりにして心を折られてしまう。同じく心を完全に折られたリユロの悲壮な決意を理解し、命令通り氏族の間引きを実行した。

### 藍蛆
ビービーゼー (beebeezee)
藍蛆の王子。精神系魔法詠唱者。第四位階魔法を行使出来るが動きの遅さが弱点。英雄には至らないがかなりの強者。年を経ると英雄級になるらしい。
カリンシャの尖塔に幽閉されていたがネイアとシズに救出され、頭冠の悪魔（サークレット）を倒し、初恋相手の仇を取った。その後、魔導王配下となる。

### アベリオン丘陵
バザー (buser)
山羊人(バフォルク)。アベリオン丘陵の亜人王の一人。妻は4人・子供は7人いる。王様優秀度は12人中6位（戦闘国家）。
武器の破壊を可能とする武技を多く修得し、相手の爪・牙・角を狙って折る剣技等武器破壊に特化している。それを主軸とした戦闘スタイルを確立している事から「豪王」「破壊王」の二つ名を持っている。
ヤルダバオトの支配下に入り小都市・ロイツを守っていた。アインズと戦い勝算の皆無を悟り、最期は逃亡を企てるも魔法を受け死亡した。

### その他
リグリット・ベルスー・カウラウ
声 - 野沢雅子
十三英雄の一人である「死者使い」。250年以上を生きている老婆。
通常の竜の知覚を遥かに超える知覚を有するツアーの近くに気付かれずに忍び寄れたり、ガストを20体以上同時に行使できるなど高い能力を持つ。200年前に出会ったフールーダをして「私と同等、もしくは以上の力を保有する魔法使い」と言わしめる。
ローファンらのアダマンタイト級冒険者チームを経て、蒼の薔薇にいた時期があり、ブレインを破り（ブレインは痛み分けと思っている）、自身の後釜に共に戦った仲間でもあるイビルアイを据え（自分達に負けたらイビルアイが入団するという条件のもと戦い、イビルアイが自身を侮ったこともあり、彼女を叩きのめした）た。また、ツアーから託された「始原の魔法」で作られた指輪をガゼフに渡している。
ツアーからギルド武器に匹敵するアイテムやユグドラシルのアイテムの情報収集を依頼される。
グ
声 - 松山鷹志
トブの大森林の中で「東の巨人」と恐れられる戦闘に特化したウォー・トロール。革鎧とマジックアイテムのグレートソードを装備している。ハムスケと同等とされる高い戦闘力を有するが、非常に傲慢で往生際が悪く、頭は余り良くない。「短い名前が強者の証」という信条を持ち、長い名のアインズを弱者と嘲るが返り討ちに遭う。その後、アインズによりトロール・ゾンビにされルプスレギナのテスト（報連相の徹底）を兼ねてカルネ村を襲撃、敗北する。その後、マジックアイテムのグレートソードはジュゲムの手に渡る。
リュラリュース・スペニア・アイ・インダルン
声 - 宮澤正
トブの大森林の中で「西の魔蛇」と恐れられるナーガ。桁外れの力を持つアインズに忠誠を誓う。魔樹以前に大森林を支配していた闇妖精に関する知識を持つ。魔導国では入国管理官を務め同国を訪れる者に講習を行う。
口だけの賢者
ミノタウロスのプレイヤー。職業は戦士系。200年前に現れ、冷蔵庫や扇風機・水道の蛇口・手術といったものを提案したが、制作することも仕組みを説明することもさっぱり出来なかったので、「口だけの賢者」と呼ばれた。また、ミノタウロスの国で、人間種の扱いを単なる食料から奴隷にまで引き上げた。大陸中央部では知らない者がほとんどいないほどの知名度を持つ。牧場である肉を食す機会があった際、非常に美味しい味に感動したらしく、最初の頃は食べたくて転げ回ったらしい。しかし、何の肉かを知ったためか生涯に亘り二度とその肉を食べなかったらしい。
凄腕の戦士で、斧の一振りで竜巻・大地に突き立てて地割れを引き起こしたとされる。

## 用語

### ゲーム関係
ユグドラシル（YGGDRASIL）
近未来、西暦2126年に日本のメーカーが発売したDMMORPG。同種のゲームと比較しても、広大なマップと圧倒的なプレイヤーの自由度の高さから日本国内最高峰といえる爆発的な人気を博したが、12年後の2138年にそのサービスを終了した。
プレイヤー
本作では異世界に転移した、ユグドラシルの利用者を指す。プレイヤーはユグドラシルのゲーム内で作ったアバターのままで異世界に転移し、転移後はアバターの性能・能力・魔法や保持していたアイテムが引き継がれる。また、アバターの種族によっては肉体面・精神面の両方で大きな変化が生じる。プレイヤーは総じて異世界では非常に強力な存在であり、異世界の常識からは逸脱した膂力や魔法を行使できる為、神に等しい存在とも言われている。
現在はアインズ以外のプレイヤーは登場していないが、他のプレイヤーの存在は作中で示唆されている。また、「神人」と呼ばれるプレイヤー（六大神）の子孫も登場しており、彼らは隔世遺伝により強力な能力を発現させている。
現実世界
モモンガというHNでユグドラシルをプレイしていた鈴木悟のいた西暦2138年は、環境破壊により地表が完全に汚染されたディストピアである。
22世紀初頭、環境破壊が原因で農産物が枯渇した際、各地で暴動・クーデターが勃発し時の政治家は失脚。その混乱の間隙を縫い巨大複合企業が行政・立法・司法の「三権」を掌握し国政を牛耳る。巨大複合企業に属する富裕層はアーコロジーに移住し外界から隔絶されるが、大半は会社員として社会を形成している。自給自足の生活が不可能な世界のため会社を解雇された場合、犯罪に手を染めない限り野垂死ぬ運命が待つ。
2138年の世界は義務教育が撤廃されているため、労働者階級にとっては小学校に通うのにも安くない学費が必要となる。娯楽も室外でのスポーツ等は困難で専ら室内でのボードゲーム・映画鑑賞・DMMO-RPGに限られる。

### 地理
ナザリック地下大墳墓
ユグドラシルの悪名高きギルド「アインズ・ウール・ゴウン」のギルド拠点にして、転移後の世界におけるアインズ達の活動拠点。 地上部分の陵墓に加え地下10階層で構成されており、さらに転移しないと行けない隠し部屋たる宝物殿なども存在する。元々は地下は6階層であったが、ここを攻略し本拠地に定めたギルド「アインズ・ウール・ゴウン」が開拓・増築し地下10階層に至るまでの規模となった。
かつて1500人の討伐隊を退けたこともある難攻不落の要塞で、ユグドラシルのサービス終了日まで誰一人として第八階層より先を見た挑戦者はいなかった。異世界に転移後は、トブの大森林付近の広大な草原に出現した。
カルネ村
トブの大森林南端の外れにある王国内の村。人口は25世帯120人ほどであったが法国の襲撃、仮面を付けた魔法詠唱者アインズ・ウール・ゴウンの来訪と守護および、後にその魔法詠唱者と敵対した王国の第一王子軍の襲撃・撃退を経て、エンリに率いられたゴブリンの軍勢5000を常備する村へと変貌した。
ゴブリンの軍勢の力は、王国軍や帝国軍を正面から全滅させられるほど強大である。後に魔導国の直轄領となり、国交を結んだドワーフの王国から招聘されたルーン工匠達が派遣される。
WEB版では約100年前にトーマス・カルネという開拓者が切り開いた。
リ・エスティーゼ王国
ナザリック近隣三ヶ国の一つ。ナザリックからして北西の位置に存在する。人口は800万〜900万人ほど。バハルス帝国とは元々同じ国であった。
王家と大貴族やその他貴族の勢力が拮抗し、最近まで奴隷が公認されていた封建国家。貴族の腐敗や国政の場での足の引っ張り合いによって遅々として改革は進まず、神官を除き魔法詠唱者も重用されずむしろ軽視されている。軍は農民の徴用によって賄っているが、練度や指揮の問題から農繁期に関わらず大規模な軍を組織せざるを得ない。
政治の腐敗により、建国に関与していたスレイン法国からはほぼ完全に見切りをつけられており、自然な形でバハルス帝国に吸収・併呑されるよう策謀が進められている状況にあった。収穫時期を狙った帝国の侵攻にも危機感を抱いていない大貴族が多数のため、数年後の王国の国力は悲惨な状況であることが予測されている。しかしそれが原因で、カッツェ平野での戦いにおいて帝国と同盟を結んだアインズ・ウール・ゴウンの強大な超位魔法により壊滅的な打撃を被り約20万人の死者を出して敗北、アインズ・ウール・ゴウン魔導国の主張を受け入れ、城塞都市エ・ランテル及びカルネ村、カッツェ平野を含むその周辺の土地を割譲した。
さらに、下級貴族が魔導国の聖王国への支援部隊を襲撃した事が切っ掛けで、魔導国との全面戦争となり、完全に敗北し滅亡した。その後は魔導国の直轄領となり、レエブン侯を含む魔導国派の貴族達とナザリックの各階層守護者の共同で領土は運営されることとなる。
エ・ランテル
帝国、法国との境界に位置する王国内の城塞都市。
三重に囲まれた城壁によって中心部から行政・倉庫区画、市民区画、軍の駐屯区画と機能別に分割されている。また、商人たちの出入りが盛んな交易都市でもある。軍事的にも要衝であり、近年行われている帝国との会戦においても王国軍の集結地として、食料調達を行うのが常となっている。
カッツェ平野の大虐殺後にアインズ・ウール・ゴウン魔導国に割譲されて支配下に入り、首都となった。
スレイン法国
ナザリック近隣三ヶ国の一つ。ナザリックからして南方の位置に存在する。人口1500万以上。
六百年前に降臨した六大神の人間種に対する加護を基礎とし建国された宗教国家。他国では地水火風の四大神を崇拝しているが、法国においてはそれらに加えた本来の形として光闇の二柱を上位神として奉ることから、宗教的摩擦も存在する。
人間がこの世界における劣等種であることを自覚しており、その危機感からか神格ごとの派閥に分かれつつも強く結束している。
その一環で裏で亜人種の掃討や各国要人の暗殺などを行っているが、それを支えるのが六色聖典と呼ばれる特殊部隊である。各部隊成員の質は高く、その人材発掘のため戸籍制度も整備することなどから潜在的な国力は高く帝国の周辺国では最強と目されている。
国家の特性上、他国とは異なり信仰系魔法詠唱者が神殿でなく国家直轄となっているのも特徴。第四位階魔法の巻物の作成といった数多くの秘匿技術を有する。
バハルス帝国
ナザリック近隣三ヶ国の一つ。ナザリックの北東の位置に存在する。王国同様建国から200年ほどの比較的新しい国家であるが、代々有能な君主を輩出して国力を高めていった。
皇帝直属の「帝国四騎士」や「近衛隊」、「皇室空護兵団」（ロイヤル・エア・ガード）「皇室地護兵団」（ロイヤル・アース・ガード）の他に、専業の騎士からなる常備軍を有しており、一軍一万を単位とした明確に上意下達の指揮系統が形成されている。近年では毎年のように王国に対し出兵し、近い将来の帝国への併呑を狙い国力の疲弊を誘っている。また王国とは違い、魔法の研究が盛んで、それらを管轄する魔法省という省庁が設立されており、多数の魔力系魔法詠唱者がフールーダの元で修業と実験等を実施しているが、信仰系魔法詠唱者があまりいない為、蘇生魔法を扱える者が殆どいない。
アインズ率いる魔導国軍を援軍に加えた王国への侵攻に際しては、アインズの超位魔法により大勝を収めるが、アインズの桁外れな力を目撃した帝国軍の兵士の大半が恐慌状態に陥るという事態が発生してしまう。自滅による死傷者や戦意喪失によって軍を去る者が大量発生した結果、勝利した側の帝国軍の戦力も削がれることになった。後にアインズの力に恐怖した皇帝の宣言により、魔導国の属国となった。
アインズ・ウール・ゴウン魔導国
「アインズ・ウール・ゴウン魔導王」と名乗るアンデッドの魔法詠唱者が建国した新興の魔導国家。同国と同盟を締結した帝国は「城塞都市エ・ランテルは当初から魔導国の領土である」という宣言を発し王国に宣戦布告。カッツェ平野での戦いにおいて王国軍は、アインズ・ウール・ゴウンの強大な超位魔法により壊滅的な打撃を被り約20万人の死者を出し敗北、主張を受け入れ、同都市及びカルネ村、カッツェ平野を含むその周辺を割譲した。
領土はエ・ランテルとその周辺のみと狭小であるが、強大かつ絶大な軍事力を有する。アンデッドを労働力や警備兵とすることで発展を成している。人間種以外に、様々な亜人種や異形種が暮らしており、国内で彼等を傷付けることは固く禁じられている。また、内部の情報が全く流出せず、近隣諸国は魔導国への対応に苦慮している。当初は同盟を締結し王国に勝利したはずの帝国でさえ、後に皇帝自ら属国化を願い出ている。そして、聖王国に攻め入った魔皇ヤルダバオトを倒した事により、聖王国北部への支援を始めたと同時に国交を結び、その支援部隊を襲撃したリ・エスティーゼ王国に宣戦布告し滅ぼした。
アインズの発案により、エ・ランテルの冒険者組合を組合長の了承と協力のもと傘下に収め、「未知の探究」という目的の為に冒険者育成機関を設立させ、冒険者を全面的にバックアップしていく方針を固めた。また、ドワーフの王国とも正式に国交を開き、ルーン工匠を招聘しルーン技術の開発をサポートしている。
ドワーフの王国
アゼルリシア山脈にある国。以前は王族がいたが、現在は8名で構成された「摂政会」が行政を司っている。同国にはルーン工房の一つとして非常に著名なストーンネイル工房がある。
200年前に魔神の攻撃を受け、旧王都「フェオ・ベルカナ」を放棄した。現在の首都は東の都市「フェオ・ジュラ」、西にはフロストドラゴン同士の争いで破壊された「フェオ・テイワズ」、南には最近放棄された「フェオ・ライゾ」がある。
クアゴアの侵攻を受けていたが、魔導国と友好条約を結ぶことで支援を受け、クアゴアとフロストドラゴンの支配する旧王都を奪回した。その後正式に魔導国と国交を結び、ルーン工匠達を魔導国の領地となったカルネ村に派遣している。
アーグランド評議国
王国の北西部に位置する亜人種によって運営される国家。人間至上主義のスレイン法国とは全く相容れず、互いにとって潜在的な敵国と言える。対外的には評議会議員を務める五体の竜が有名。
ローブル聖王国
王国の南西に位置する小国。国土は王国の半分程。アベリオン丘陵の亜人等を警戒し国土を覆う巨大な城壁を築いている。同国の北部と南部には対立の火種が燻っている。首都を含む複数の都市を魔皇ヤルダバオトにより陥落させられた。魔導国の支援によりヤルダバオトを撃破後、北部と南部の対立が激しくなり二つの国に分裂するのは明らかとされている。北部聖王国は親魔導国派、南部聖王国は反魔導国派の風潮が強い。
聖王国東部には国土を上回るアベリオン丘陵とエイヴァーシャー大森林があるため、地図上では近い位置にある法国との交易は途絶えている。
竜王国
帝国の南方、法国の東方に位置する王国。竜王たるドラウディロン・オーリウクルス女王によって治められている。近年は隣国のビーストマン達の侵攻による被害が大きくなり、国体の存続が危ぶまれている。法国から支援を全く受けられず魔導国からアンデッド派遣の支援を受ける。
エルフの国
南方の大森林に存在する国。以前は法国とは協力関係にあったが現在は交戦状態にある。戦況は芳しくないようで、王都のある三日月湖近辺に法国の前線基地を作られている。
カルサナス都市国家連合
帝国の北東に位置する連合国家。カルクサーナス、ペボ・アロ、東ガイツ、西ガイツ、ヴェネリア、大リスタラン、オークネイス、新オークネイス、グランウィッツ、リー、フランクラン、ベバートの計12からなる都市共同体。平均人口は約40万人、最も多い都市で約60万。数百年前までは一つの巨大な国であった。5年に一度競技大会が開催されコネリエという競技が最も人気がある。著名な戦闘者として勇者や闇騎士がいる。
カッツェ平野
王国・帝国・法国・竜王国に隣接しアンデッドの発生場所として悪名高い平野。年に一度、王国と帝国の戦闘における舞台でもある。常時平野を覆っている霧には微かにアンデッド反応が出る。後に、アインズに敗北した王国から魔導国へとエ・ランテルと共に割譲されたことにより、魔導国の領地となった。
アベリオン丘陵
聖王国と法国を隔てる境界の荒野。以前は丘小人の王国が建設されていたが他の亜人に滅ぼされてしまった。スクロール製作に必要な羊皮紙の材料を入手・生成しているデミウルゴスの牧場がある。
幾つもの亜人の部族があり、その中には「豪王」・「魔爪」・「獣帝」・「灰王」・「氷炎雷」・「螺旋槍」等の二つ名を持つ有名な亜人がいた。
聖王国へと攻め入ったヤルダバオトの支配地域となったが、その後魔導王であるアインズに制圧され、魔導国の領土となった。

### 組織
アインズ・ウール・ゴウン
最盛期にはユグドラシルの数あるギルドの中でも第9位に連ねた組織。41名から成る構成員は全員が社会人、かつ異形種であることを条件として加入しており、彼らは後にナザリックに属する者から「至高の四十一人」と呼ばれることになる。
難攻不落を謳われる本拠地「ナザリック地下大墳墓」は、かつて1500名からなるプレイヤーの侵攻を受けながら跳ね返し、世界級アイテムをダントツの11個保有することなどで知られる。しかし、功績を残しながらもPK（プレイヤーキラー）キラーを積極的に行うような悪のロールプレイを本分としたことなどによって、むしろ悪名を轟かせていた。
前身はたっち・みーが発起人となった9人の異形種プレイヤーから成る集団（クラン）「九人の自殺点」（ナインズ・オウン・ゴール）。
かつてキャラメイクしたNPCも一部例外を除きすべて異形種であり、属性もほとんどが悪側に傾いている。NPC達は自陣営へ強い帰属意識を保っている反面、自らの高い能力も相まって外部および人間種・亜人種への蔑視感情が色濃い。
至高の四十一人
ナザリックに所属する全NPC及び下僕からのギルド「アインズ・ウール・ゴウン」所属プレイヤーに向けた呼び名。
現実に自ら思考し行動するようになった彼らは、自らの創造主である41人を文字通り神の如く崇拝しており、その存在理由を彼らの役に立つためと言い切っている。NPCにとって彼らに仕えるという点で言えば、一介のメイドも階層守護者も立場は同じという認識である。性格や与えられた立場から態度からどうしても違いは出てしまうが、彼らの同属意識は非常に強いと言える。
現在はモモンガ（アインズ）を除く全員がナザリックを離れているため、その忠誠は彼一人のみに向けられている。ただし、一応各NPCにとっては自らの制作者への忠誠の方が優先されるようである。また、NPC達はゲームが現実となった後はテキストで表記された設定に忠実な性格や能力を得るようになった。またそれ以外にも、性格やNPC同士の関係性について、制作者であるギルドメンバーからの影響を受けている。
九人の自殺点（ナインズ・オウン・ゴール）
アインズ・ウール・ゴウンの前身である集団（クラン）。発起人・クラン長はたっち・みー。解散時のメンバー数は27名。
かつてユグドラシルにて異形種狩りを行うと就ける職業が人気の頃、多くの異形種プレイヤーはPKを警戒して自分達に有利な場所から出なかったが、「九人の自殺点」は積極的に他の世界へ打って出た。このため異形種狩りに多く遭遇し、自分達が異形種狩りプレイヤーの得点となったという自虐的な意味を込めて、集団名は自殺点となっている。
未探索ダンジョン・ナザリック地下墳墓発見の報告が上がった定例連絡会で、たっち・みーからクランの解散及びギルドの創設が提案され、ギルド長にはモモンガが推薦され決定している。

六色聖典
スレイン法国の神官長直轄の特殊工作部隊。
陽光聖典（ようこうせいてん）
六色聖典の一つ。
総員百名に満たない員数は、第三位階の信仰系魔法の習得を加入の最低条件とし、肉体、精神、信仰心など求められる水準の高さによる。任務特性としては亜人種の集落殲滅などの戦闘行為を主とする。
漆黒聖典が諸事情で動けなかった都合上、代わりにガゼフ抹殺の任務を受け長期に渡る作戦を行う。彼をあと一歩のところまで追い詰めるもののアインズの目に留まり、隊長以下作戦に従事した総数四十名程度は捕縛され、過酷な末路を辿る羽目になり崩壊した。
火滅聖典(かめつせいてん)
暗殺、ゲリラ戦、カウンターテロに特化部隊である。
風花聖典(ふうかせいてん)
他国への潜入及び偵察などの諜報活動を行う情報部隊。魔導国によって王国侵攻に際して潰された。
水明聖典(すいめいせいてん)
詳細不明。風花聖典とは異なる諜報活動を行う部隊。魔導国によって王国侵攻に際して風花聖典と同様に潰された。
土塵聖典(どじんせいてん)
スレイン法国外にある、国民を避難させる場所を守護する役目を担っている。
漆黒聖典（しっこくせいてん）
六色聖典の一つ。
構成員は12名程度と少数であるものの、全員が英雄級の実力を有する法国最強の精鋭部隊である。
六大神より授かった真なる神器（世界級アイテム）を守護し、伝説級以上と目される強力な武装を保有する。さらには六大神の先祖返りとされる神人が加入している。ガゼフを凌駕する力を持った法国最強の部隊であるが、存在を知るのは各国の上層部や一部のアダマンタイト級冒険者たちなど数少ない者に限られる。

ズーラーノーン
アンデッドを使役する邪悪な秘密結社。
トップに立つ盟主は「死の螺旋」を行い、一都市をアンデッドの跋扈する死都へと変えたという。最高幹部は高弟と呼ばれ、全員で12人存在する。モモンの手によって壊滅した。
死の螺旋
かつてズーラーノーンの盟主が行った都市壊滅規模の魔法儀式。アンデッドの集まる場所には、高位のアンデッドが出現する傾向があり、高位のアンデッドが集まるとさらに上位のアンデッドが出現するという負の連鎖の現象を利用し、強力なアンデッドを召喚しようとする邪法。カジットは下準備を5年をかけて施した上で、引き起こされた死の螺旋から生じる膨大な負のエネルギーを自身に封じ、自らを強大なアンデッドに変貌させようと画策していた。
実際は約200年前に、ある勘違いをした者が説明したことを契機に誕生した魔法儀式の失敗作である。

死を撒く剣団
団員数約70人で構成される傭兵団。平常時は盗賊稼業も行っているが戦時は傭兵として戦場を駆け巡る。アジトをシャルティアに襲撃され壊滅する。ブレインやザックがかつて所属していた。
八本指
リ・エスティーゼ王国の裏社会を牛耳る犯罪結社で、名は土神の従属神で8本の指を持った「盗みの神」に由来する。
麻薬、密輸など異なった違法分野に手を染める8つの犯罪組織の連合体。その手は王国の腐敗した貴族たちや一部の王族を抱き込み、幹部の釈放を実現させるほどに根深い。「麻薬取引部門」「奴隷売買部門」「警備部門」「密輸部門」「暗殺部門」「窃盗部門」「金融部門」「賭博部門」の8つの部門からなり、この内警備部門はアダマンタイト級とも目される6人の実力者で構成された部隊「六腕」を擁していたが、セバスによって瞬殺され壊滅した。その後、ナザリックがリ・エスティーゼ王国を間接支配する目的で下部組織として秘密裏に再編され、魔導国建国後は商業や計画の裏方の面でバックアップを行っている。
九色
聖王国で聖王に認められた9人の称号。それぞれが一つの色を戴いている。強さのみで授与される訳ではない。
冒険者組合（ギルド）
この世界における冒険者は遺跡探索やアイテムの捜索などを行う場合もあるが、基本的には人間の生存圏内に出没するモンスターを狩る傭兵としての役割が強い。基本的には国家の行う治安維持を代行する存在ということから、国からは疎まれるということもあって地位はあまり高く置かれていない。
基本的に各国である程度は保有しているが、常備兵を置く帝国では地位が低下しつつある。スレイン法国では例外的に存在していないが冒険者ギルドの制度を確立したのは法国である。各国に法国の人間を潜入させ冒険者とならせた。
王国において冒険者はギルドによって一元管理されており、所属するものの位および依頼の難度は、低位から銅、鉄、銀、金、白金、ミスリル、オリハルコン、アダマンタイトの順に与えられたプレートによって評価がなされ、また選択可能な仕事の幅を示している。
ギルドに所属した場合、ギルドが選別した仕事以外の場で仕事を請け負う場合でも冒険者の名を汚す後ろ暗い仕事に手を出すことは固く禁じられている。また一般の兵士とは隔絶した実力を持ち、強者による弱者の草刈り場になるという理由から基本的に国家間紛争には介入しないという不文律を持つ。こういった数々の規約に縛られる反面、ギルド側から用意されている数々の恩恵を国家間をまたいで保証されている。
魔導国では、魔導王であるアインズの発案により、エ・ランテルの冒険者組合を組合長の了承と協力のもと傘下に収め、「未知の探究」という目的の為に冒険者育成機関を設立させ、冒険者を全面的にバックアップしていく方針を固めた。
ワーカー
冒険者の内、冒険者の不文律とギルドの統制を嫌って冒険者ギルドに属しない脱退組(元冒険者)の総称。
彼らが脱退、もしくは元々所属していなかった理由は様々であるが、多くは効率の良い金銭稼ぎや殺戮の快楽などの後ろ暗さを求めた結果である。事前の情報収集とランク付けによって所属者を守るギルドの後ろ盾を持たない分、危険性は高い。
ギルド関係の建物に出入りできないうえに、明確な身分が存在しないため街の治安組織からも睨まれているという立場なため、たとえワーカーとして名を馳せ金銭的に恵まれている者でも都市での生活は非常に厳しい。基本的には表社会の目を避けた場所を拠点として物資調達などに励んでいる。帝国内には多数の有力なワーカーチームが存在していたが、デミウルゴスの計画にてナザリックにおびき寄せられ、全滅する。
難度
冒険者が経験則などから付けるモンスターの討伐難易度。
状況や個体差によって変動するため、大まかな判断基準にしかならないが危険な相手を避けるための目安として役立てている。
現地における冒険者や兵士などの戦闘者たちが実際のレベルを認識しているわけではないが、ユグドラシル基準のレベルで難度÷3ほどに換算されると推測できる。実力が大きく離れると強さを判断することが極めて難しくなる。

イジャニーヤ
帝国東北部や都市国家群などで暗躍している暗殺者組織。
十三英雄の一人・暗殺者イジャニーヤの弟子達が技術を継承するべく形成した。特定の組織には属しておらず、カウンターアサシンとして配下に収めたい帝国の打診は拒否した。しかし、帝国が魔導国に属して以後に魔導国に従属、派遣されたハンゾウから頭領が指導を受けている。
六大神
六百年前にこの世界に降臨したとされる六柱の神々。
アインズは法国にそれらが遺したという魔法やモンスター（天使）、アイテムとの符合から、過去ユグドラシルから自分と同様に転移したプレイヤーであると推論を立てている。
後世にはこれら神格に仕える多くの従属神が堕落し、後の魔神となったという。
八欲王
五百年前、突如として出現し大陸を制覇したが、互いの強欲さのあまり仲間割れを起こし相争って死に絶えたとされる存在。
その正体は転移したプレイヤーであり、竜王との戦いで倒される毎に幾度か復活したが、その度に弱体化した。作者によると7人が男で1人が性転換した女とのこと。
一説に神の力を奪ったともされる彼らがどのような姿をしていたかは定かではないが、強大な力を有していたという点は確かであり、彼らが首都として作り上げた南方の浮遊都市を筆頭にその名残を伝える文物は数多い。話の性質上、識者からの知名度は低くないものの御伽話としての人気は非常に低い。エルフの大英雄である最強の軽戦士はデケム・ホウガンの父。
十三英雄
二百年前に大陸を脅かした魔神達を討伐し、世界を股にかけて活躍したという十三人の英雄。
実際は一般に知られるより数多くの英雄がいたようだが、名が知らている英雄は数少ない。さらに、種族の垣根を越えて集ったという性質上、人間が主体を占める国家では十三人に伝承が絞られている。
一般的な認知度は高く、また「英雄」もしくはそのクラスと称される人物は最高位の実力者と目されている。さらに、彼らが遺した武器やアイテム，装備は冒険者の間でも伝説とされおり、手に入れようと探索している者達も少なくない。
深淵なる軀
アンデッドの魔法詠唱者からなる集団。元々は4体のナイトリッチと3体のエルダーリッチの集まりだったが、後に前述の7人（または9人）を「内陣」、新たに加入した48人を「外陣」とする55人の大所帯となった。内陣の中には難度150に到達する腕前を持つ者もいる。
参加者の名は「グラニエッゾ碑文」という、いつの間にか魔力を帯びた石碑に刻まれている。

### 種族

#### 人間種
狭義としての人間以外に、エルフ、ドワーフ等のヒューマノイドタイプの人種を加えた総称。
人間
いわゆる狭義としての人間。身体能力や知性面が他種族に比べ劣るため、世界全体では「劣等種族」に置かれることが多い。
ナザリック周辺ではこれらが大多数を占める三か国を形成しているが、数の利によって覇権を握っているというわけではなく他の強靭な種族に大陸北部の平野部に追いやられた結果が大きい。この地域としての科学技術レベルは魔法技術を除けば中世程度で人種としての特徴はコーカソイドが多い。
森妖精(エルフ)
森に住み、尖った耳と人間よりもずっと長寿な種族。人間よりも優れた聴覚を持つ。ダークエルフと違って人間と交易をすることがある。
半森妖精(ハーフエルフ)
エルフと人間のハーフ。フォーサイトのイミーナが該当する。
闇妖精(ダークエルフ)
褐色の肌を持ったエルフの近親種。
エルフと違い体つきは肉感的になるらしい。アウラとマーレが該当する。
昔はトブの大森林を支配していたが、魔樹ザイトルクワエの出現以降はトブの大森林から姿を消し、現在は南方の大森林の奥深くの人跡未踏の地に移住しているらしく、エルフのように人間と関わることはない。
山小人(ドワーフ)
山岳地帯の内部に住居を構えて生活する種族。身長は小柄で平均で130cm。基本的に鈍足
豪放な性格だが数学的思考も併せ持ち、鍛冶技術やマジックアイテム作りに長けている者が非常に多い。無類の酒好き。金属に関しては造詣が深く金属加工等にも秀でている。
男は髭が豊かで三つ編みなどするが、女の場合は男ほどではなく鼻下を剃るのが常識。

#### 亜人種
ゴブリンやリザードマンなど、直立二足歩行をするが人間種とはかけ離れたいわゆるデミ・ヒューマンの総称。職業レベルのみの人間種とは異なり、亜人種・異形種に当たる存在は種族レベルが設定される。
小鬼(ゴブリン)
つぶれた顔に平べったい鼻をつけ、大きく裂けた口に小さな牙が上向きに生えていて、肌の色は明るい茶色、油で固まったようなぼさぼさに伸びた髪をしている。
一般的に体格には優れず、知性も人間に比べると劣っているが、徒党を組み獲物に襲い掛かる習性を持つため数次第では十分脅威になる。また、文明を得ると一気に増えるという特性を持つ。
森林地帯に居を構えるゴブリンはオーガと共生関係にあり、部族社会を営んでいる。
ホブゴブリン
ゴブリンの亜種。知性や体格において優れるが繁殖力は劣る。

人食い大鬼(オーガ)
身長3m程の大柄な種族。猿に似ているが、体毛は全くない。
体の大きさに比例し筋力は極めて高く、木の幹をそのまま棍棒クラブとし振り回す。逆に知能は極めて低い。
「人食い」の由来は本来は人間を捕らえるのが一番簡単であるからである。雑食で人間以外も捕食する。自分の部族以外では食事を提供してくれるゴブリン部族のみと共存するという珍しい習性をもつ。
蜥蜴人（リザードマン）
人間のように発達した手足を持ち、二足歩行をする蜥蜴の姿をした種族。筋肉で覆われた強靭な肉体を持ち、平均身長は成人した雄で190cm、体重は100kgにも及ぶ。主に湿地に住居を構え、漁労を中心とした閉鎖的な狩猟採集社会を営んでいる。特定の神を持たず、素朴な祖霊信仰がもっぱらである。
強さを基準として選定される族長の下、年長者で構成される長老団、戦闘を専門とする戦士階級などが続く階級制の部族社会である。祭祀達や狩猟班などこれらの枠組みから一定程度外れた集団も存在するが、あくまで族長の指揮のもと行動する。
稀に部族の外に出ようとする成員も出現し、これを「旅人」と呼ぶ。旅人になる場合は胸に特別な焼印を押されて区別され旅立つが、多くは外部で斃れるかそこに生活の糧を得るため戻ることはない。ただ、帰ってきた旅人は外界の知識を持ち帰ることから階級の枠を外れつつも一定の尊敬を集める。
以前は緑爪（グリーン・クロー）」・「小さき牙（スモール・ファング）」・「鋭き尻尾（レイザー・テイル）」・「竜牙（ドラゴン・タスク）」・「黄色の斑（イエロー・スペクトル）」・「鋭剣（シャープ・エッジ）」・「朱の瞳（レッド・アイ）」の 7つの部族が存在していたが、魚の不漁を契機とした漁場範囲を巡る抗争（【緑爪・小さき牙・鋭き尻尾】の3部族と【黄色の斑・鋭剣】の2部族との争い）が勃発し、「黄色の斑」と「鋭剣」が滅ぼされ、5部族に減少した。僅かに生き残った者は「竜牙」に迎え入れられた。
トードマン
ひょうたん湖北東に生息する蛙に似た種族。巨大なモンスター・魔獣を使役する技術を有している。蜥蜴人とは険悪な関係で、シャースーリューの祖父の代には戦争が起き、蜥蜴人の部族の一つが壊滅状態に追い込まれた。

妖巨人(トロール)
長い鼻と長い耳が特徴の巨人のような種族。身長は2m後半～3m程。
オーガ以上の筋力を持ち、肉片からでも蘇るという驚異的な再生能力を持つ。また、嗅覚も鋭い。反面、知能はあまり高くない。弱点は再生能力を阻害する炎や酸の攻撃。
大陸中央部にはトロールの国があり、客をもてなす最高の食材として、母親の胎内にいる6ヶ月の人間の赤ん坊が食されるという。
適応力が高く、火山地帯・海・山岳・橋・洞窟など、場所に応じた亜種が非常に多い。
ウォー・トロール
トロールの中でも、戦士としての才能に覚醒したタイプ。8代目武王:ゴ·ギンが該当する。本来トロールでは扱えないはずの刃物系武器を使いこなすことができ、ステータスも通常のトロールを凌ぐ。
土掘獣人（クアゴア）
アゼルリシア山脈に生息する種族。地底で生活する狼やモグラに似た亜人。平均身長140cm・体重70kg。種族としては弱く捕食対象。太陽の下だと完全に盲目になる。
爪が鋭く全身の体毛は金属鎧に匹敵する硬度。武器での攻撃に耐性はあるが雷での攻撃には弱い。
幼少期に食べた金属で成長後の強さが決定される。毛皮の色は、焦げ茶・黒・茶の順に多いが、青や赤は希少で他に比べて強い。
8つの氏族から成る氏族社会である。
ビーストマン
二足歩行をするライオンやトラ等の姿をした種族。転移した世界では、成人したビーストマンは成人した人間の10倍の力を持つ。その反面、平均が高いせいか不思議と個人の強者が少ない傾向にある。肉食のため人間も食糧とする。
ビーストマンの国は複数存在するため、大陸中央部で覇を競う六大国の一角と近隣の竜王国に攻勢を掛け、3つの都市を制圧している国は別物。
 : 伝承では、3体の魂喰らい（ソウルイーター）がビーストマンの国の都市に出現した際、10万以上の犠牲を出し、その都市は沈黙都市と呼ばれた。
牛頭人（ミノタウロス）
以前ビーストマンと戦争を繰り広げた牛の頭をした種族。牛頭人の国では人間は単なる食料であったが、ミノタウロスのプレイヤー「口だけの賢者」の尽力で人間は奴隷階級まで引き上げられている。
巨人(ジャイアント)
人間を大きくしたような存在で、強靭な肉体はもちろん特殊な能力も保有している。種族的な能力から劣悪な環境でも耐えられるため、そういった場所に居を構えることが多い。魔法的に優れていたり、人間より優れた文化を持つ者もいるが、一般的な者は粗暴で人間からすれば危険な種族。
霜の巨人(フロスト・ジャイアント)
寒冷地帯に住む青白い肌に白い髭や髪をしている巨人の亜種。冷気に対する完全耐性を持ち、代わりに炎に対する脆弱性を持つ。アゼルリシア山脈ではフロスト・ドラゴンと覇権を争っていた。
スラーシュ
吸盤のある手や、遠くまで伸ばす事の出来る痺れ毒の舌を持つ種族。上位種は皮膚の色を変化できるようになる。
山羊人（バフォルク）
山岳地帯に生息する長い毛の直立した山羊の様な外見をした種族。脚力が自慢で少しの凹凸で城壁をも駆け上がって来る。長い体毛は剣に絡みついて切れ味を落とさせる。
蛇身人（スネークマン）
蛇の頭を持つ種族。蛇の頭には強力な毒を持ち、野蛮な長槍にもその毒が塗られている。蛇の様な感知器官を持つ。
鉄鼠人（アーマット）
二足歩行をした鼠のような種族。鋼のような体毛を持つ。
洞下人（ケイブン）
人間大の猿に似た種族。眼は無い。
刀鎧蟲（ブレイダー）
昆虫のような種族。手甲部分から鋭い刃を突き出す手に鎧のような外骨格を持つ。
馬人（ホールナー）
馬のような足を持つ種族。走破力が高く、疾走することに長けている。
人蜘蛛（スパイダン）
四本の、非常に長くて細い腕と細い足を持つ種族。口から吐いた糸で作った服の硬度は鋼鉄に匹敵する。
石喰猿（ストーンイーター）
食べた石を吐きだす能力を持つ。通常、特殊能力を3つ保有している。この石礫はおよそ100メートルは軽く届き、鉄の鎧さえたやすく凹ませる。ただし、使用回数に制限がある。素朴な武器も使う。
半人半獣（オルトロウス）
半人半馬（ケンタウロス）の下半身が肉食獣になった種族。戦闘能力は高いが走力は半人半馬に劣る。獣身四足獣（ゾーオスティア）に従属している。
魔現人（マーギロス）
生来、魔法行使能力が優れており通常でも最高で第四位階に到達する。強者は全身が刺青で覆われている。時折、魔法詠唱者の能力に目覚める者がおり、その者は第五位階まで使えると噂がある。寿命は長い方。
翼亜人（プテローポス）
切り立った崖に住む種族。両腕に膜状の皮膚があり滑空が得意。一応飛行も可能だが、かなり力を使う上に一日に一定の時間しか飛べないので、飛ばない方が強い。
土精霊大鬼（プリ・ウン）
人喰い大鬼の上位種とも呼べる種族。土の能力を持つ。
水精霊大鬼（ヴァ・ウン）
土精霊大鬼に近い種族。人喰い大鬼より理知的で皮膚の色は青白い。額から太い角が一本生えている。水の能力を持つ。
蛇王（ナーガラージャ）
鱗の付いた体・腕が生えたような蛇の姿をしている。ナーガとは違う種族。
獣身四足獣（ゾーオスティア）
上半身は獣人、下半身は肉食獣で、半人半馬や半人半獣に近い種族。半人半獣や板札鎧に楕円盾を装備している。
個人の強さも高い。種族内では獣の如く唸るのは感情抑制が取れていないと判断される。「魔爪」という二つ名は200年近く同じ一族が継承している。

#### 異形種
人間種・亜人種に当てはまらないアンデッド、スライム、天使、悪魔、ドラゴンなどのいわゆるモンスター種族の総称。総じて寿命はないとされている。プレイヤー・NPCと自然発生・召喚されるモンスターは字面こそ同じ種族であるが、前者が職業・種族レベルを厳密に割り振られたものであるのに対し、後者は単にモンスターレベルが表記されるに留まるなど、ゲーム中では明確に区分された存在となっている。
ゲーム時代は人間種・亜人種と比べ能力値の伸びが良くモンスターに由来する耐性や特殊能力を取得できたものの明確な弱点が発生することが多く、加えてPKされても相手にペナルティがない、一部の都市に出入りできない、一部の職業に就けないなど明確なデメリットが存在していた。そのため種族レベルを伸ばさず、有用な職業を取得した方が全般的な強さの向上につながるという理由から異形種で遊ぶプレイヤーは一般的には玄人好みとされていたようである。
アンデッド
負のエネルギーによって動く生ける死体、非実体系のゴーストなどの総称。総じて生者を憎み滅しようという傾向で動く。
神聖・炎属性など弱点も多いが、精神攻撃の無効、飲食の不要、疲労しないなど明確な特色を持ち
転移後の世界では都市の墓場や古戦場などの死の気配が色濃い地で自然発生する。また、これが倒されずに放置されるとより強大な個体が生まれるようになり、質・量ともに手に負えなくなる。そのため、定期的な駆除が必要である。亜種として、ユリが該当する首無し騎士が存在する。
死者の大魔法使い（エルダーリッチ）
白骨に薄皮が張り付き、朽ちたローブや幾ばくかの装飾品で彩られた魔法使いの死体。ファンタジー作品における典型的なリッチである。ナザリックのイグヴァや、六腕の一人:デイバーノックが該当する。
肉体的には脆弱なものの複数の魔法を操り、知性に優れるなど一般的な冒険者にとっては危険な水準にある。転移後の世界においては死が濃密になった場から自然発生する他、特定の儀式によって魔法詠唱者が転生するなど、ユグドラシルでのモンスターとプレイヤーのそれを彷彿とさせる関係が存在する。さらに最高位種には、アインズが該当するアンデットの最高位種でもある“死の支配者（オーバーロード）”が存在する。
吸血鬼（ヴァンパイア）
アンデットの一種。発達した犬歯による吸血および眷属化、魅了の邪眼、高い再生力、銀製や魔法の武器でなければ傷を負わせられない、日光下での能力値ペナルティなど一般的な吸血鬼の特徴を持つ。シャルティアが該当する。
ただし、ユグドラシルにおける外見は通常の人間とは異なり、口は大きく裂け異常な姿勢で襲いかかってくるなど異形の怪物のものである。
高水準の能力を持つ反面、血を浴びると一定の操作が利かなくなる「血の狂乱」というペナルティがあり、転移後においては我を忘れ欲求の赴くままに暴走してしまう。

スライム
ゼリー状や粘液状のモンスター。種族特性として物理攻撃への耐性や装備品への腐食破壊などを有する。しかし、筋力が低く、種族の欠点で鎧を装備できない。ソリュシャンが該当する。
初期の「粘体」（スライム）のほか、上位種には「蒼玉の粘体」（サファイア・スライム）、「不定形の粘液」（ショゴス）、「始まりの混沌」（ウボサスラ）、超巨大奈落（アビサル）スライム、「古き漆黒の粘体」（エルダー・ブラック・ウーズ）、衛生粘体（サニタリースライム）等の様々な種類が存在する。
蟲
昆虫型のモンスター。
昆虫の森司祭（インセクト・ドルイド）、エントマが該当する蜘蛛人（アラクノイド）、蟻人の他、上位種にはコキュートスが該当する蟲王（ヴァーミンロード）等が存在する。
天使(エンジェル)
スレイン法国では神に仕える存在と信じられ、邪な存在への相性が良い。一方、他国では単に召喚されるモンスターであるとの認識が主流。同程度の魔法で召喚されるモンスターと比べると若干強い。
召喚で出現する天使はレベル帯によって「天使の九階級」に沿った序列があるようで、最高級である熾天使はアインズをして警戒させる強さであるらしい。
悪魔
魔界とも呼ばれる場所から喚び出されるという邪悪の化身。人間を苦しめて喜悦に浸る性質上アンデッド同様に危険視される種族である。デミウルゴスが該当する。
天使同様、同レベル帯のモンスターより若干強い傾向にあり、上位種ともなれば強力な魔法を行使することができる。その亜種として、アルベドが該当するサキュバスが存在している。

ドラゴン
ユグドラシルや転移後の世界で最強とされる種族。強固な鱗に包まれ強靭だがスリムな肉体を持ち、鋼を容易く断ち切る牙や爪、天空を翔ける翼、炎や冷気のブレス等の様々な特殊能力や魔法を持ち、歳を重ねれば重ねるほど強大な力を得る。強欲で宝石やマジックアイテムを好む。一般的には肉親の情に薄く、成人したドラゴンが親兄弟と縄張りや互いの宝を巡って争うことは多い。
霜の竜(フロスト・ドラゴン)
通常のドラゴンよりも細い姿で蛇に似ており、鱗は成長すると青白い色から白に変化する。オラサーダルクとヘジンマール等が該当する。冷気に絶対耐性を持つが炎に弱い。吐くブレスは冷気を宿し成長するにしたがって強化されていく。

### 能力
武技（ぶぎ）
戦士にとっての魔法と言える特殊能力にして、ユグドラシルには一切存在しない能力でもある。装備や身体、各能力の強化を行うものや、範囲攻撃や超速の斬撃等を行ういわば必殺技に当たる武技等が存在するが、修得できる武技はその者の相性によって異なる。強烈な一撃も受け止める「要塞」等広く知られたものがある一方、個人が独自に編み出した強力かつ珍しいものも存在するなど、そのあり方は多種多様である。また、同じ系統の武技であっても使用者によってより強力なものに派生する場合がある。
生まれながらの異能（タレント）
文字通りの意味を持つ一種の才能（特殊能力）であり、この世界の人間は強弱様々なそれを200人に一人の割合で得る。武技と同様、ユグドラシルには存在しない。能力によっては、戦いの流れを変えてしまう強大なものも稀に存在する
特殊技術（スキル）
データ（魔力）量が低い攻撃ではダメージを受けなくなる等といった高位種族的なものから、職業によっては各種行動の影響を上昇させるといった幅広い効果を起こせる技術。習得は職業レベルをいくら修めていたかに依存する。

#### 魔法
位階魔法
転移先の世界における魔法はユグドラシルのシステムにおけるそれを引き継ぎ、第一位階から第十位階までに加え、神々の領域ともいえる超位魔法（第十一位階）が存在している。これは、5・600年前に六大神や八欲王によってこの世界にもたらされたものだという。ただし、この世界における魔法は、第三位階まで習熟した魔法詠唱者は常人が到達出来る相当の熟練者と言われ、第五位階は英雄の領域、第六位階が個人の限界と見なされており、第七位階以上の使用に関しては既に英雄譚や神話において確認が取れるといったレベルの話であり、人間が到達することは不可能とされている。特に最高位の第十位階も、習得している者は極僅かしかいない。八欲王の最も力ある宝として、位階魔法を記録するマジックアイテム「無銘なる呪文書（ネームレス・スペルブック）」が存在しているとされており、それゆえに行使者のいない魔法も名前が付けられている。
超位魔法
MP消費はせず、一日に使用できる回数が定められた魔法。超位魔法は第十位階より上である神々の魔法の領域（第十一位階）に相当し、他の位階魔法から外れた位置にある究極の魔法というだけあり、その効果は強大かつ絶大である。しかし、他の魔法にはない発動準備時間や発動不可時間、経験値ダウン等の制限が加えられており、基本的に戦闘用超位魔法の連射は不可能である。しかも回復時間は、課金アイテムですら短縮する事は出来ないが、超位魔法を使用できるアイテムや発動時間を短縮するアイテムを用いれば、発動時間をゼロにし経験値消費をする事なく発動出来る。アインズ曰く「魔法と言うより特殊技術（スキル）に近い」。

始原の魔法（ワイルド・マジック)
八欲王が台頭するまでこの世界に古より存在していた魔法であり、現在ではそれ以前より生き残る竜王のみが行使可能である。下位〜上位まであるようで、世界断絶（絶対）障壁は中位のものとなる。この魔法は、魂（HP）を消費して発動する為、位階魔法や超位魔法とはかなり異なる性質を持つ。
また、この始原の魔法を用いて作成されたアイテムも存在する。さらに、同じ魔法を操る者か世界級アイテムを所持している者であれば、障壁を突破することが可能とされている。
魔法詠唱者（マジック・キャスター）
魔法を行使する職業である魔法使いの総称。
魔力に依存する魔力系、精神力を使う精神系、神への信仰によって行使する信仰系、その他系の四種に大別される他、その中でも細分化される。

### アイテム
武装
ユグドラシルの武器防具は内部のデータ容量によって九段階に分類される。
下から最下級、下級、中級、上級、最上級、遺産級（レガシー）、聖遺物級（レリック）、伝説級（レジェンド）、神器級（ゴッズ）の順である。
これら武装はモンスターを倒した際にドロップするデータクリスタルと素材、その上にプレイヤーが用意した外装と名称を決定することで作成された。
最高位の神器級武装は要求される物が大きく、一般的なプレイヤーではひとつ入手するのがやっとという難易度を誇った。
ギルド武器
ユグドラシル各ギルドに一つだけ所持可能、かつ当ギルドの長のみが装備可能な武器であり、強大な性能を誇る。特殊能力を通常武装よりも多く付与することが可能。
ただし、その破壊は敗北のみならず、そのままギルドの崩壊に直結するため通常は安置されることが多い。

世界級アイテム（ワールドアイテム）
ユグドラシルに存在する全アイテムの中でも頂点に位置するアイテム群。
総数200種類、それぞれが一点物であり、一つの所有が飛躍的な名声の向上に繋がるという。世界の名の通り世界観の一翼を担っていることと運営のこだわりもあって、一つ一つがゲームバランスを崩壊させかねないほどの破格の効果を持つ。
この効果に対抗するのは超位魔法を持ってしても困難であり、同格のワールドアイテムを所持するか、最高峰の職業ワールドチャンピオンのスキルを使用することでしか防ぐことは出来ない。さらに所持する事で、始源の魔法で生み出した世界断絶障壁を突破する効力を持っている。
そのワールドアイテムの中でも使い切りであるが故に、さらに凶悪かつ破格の効果を持つ「二十」と呼ばれる20個のアイテムがある。

## 制作背景
作者は自分好みの作品があまりなかったため、それならば自身で書こうと思い仕上げたのが本作であり、TRPGから着想を得ていることを明かしている。小説の投稿先は自身も読んでいたという理由で「Arcadia」を利用していたが、2011年3月発生の東日本大震災によって存続が危ぶまれたこともあり、「小説家になろう」に移動している。また、書籍化にあたっては金銭を払って書籍を購入してもらうことから、WEB版からの読者にも楽しんでもらいたいという作者の考えにより、内容は大きく変更されている。
作者によれば、「強いとされた敵が一瞬で主人公に倒されてしまう」という点については池波正太郎による時代小説『剣客商売』から影響を受けているという。

## 既刊一覧

### 小説
| 巻数 | サブタイトル        | 初版発行日     | 発売日         | ISBN                                           |
| ---- | ------------------- | -------------- | -------------- | ---------------------------------------------- |
| 1    | 不死者の王          | 2012年8月10日  | 2012年7月30日  | 978-4-04-728152-3                              |
| 2    | 漆黒の戦士          | 2012年12月12日 | 2012年11月30日 | 978-4-04-728451-7                              |
| 3    | 鮮血の戦乙女        | 2013年4月11日  | 2013年3月30日  | 978-4-04-728689-4                              |
| 4    | 蜥蜴人の勇者たち    | 2013年8月12日  | 2013年7月31日  | 978-4-04-728953-6                              |
| 4    | 蜥蜴人の勇者たち    | 2013年8月12日  | 2013年7月31日  | 978-4-04-728954-3 （ドラマCD付き特装版）       |
| 5    | 王国の漢たち 上     | 2014年1月9日   | 2013年12月28日 | 978-4-04-729259-8                              |
| 6    | 王国の漢たち 下     | 2014年2月12日  | 2014年1月31日  | 978-4-04-729356-4                              |
| 6    | 王国の漢たち 下     | 2014年2月12日  | 2014年1月31日  | 978-4-04-729357-1 （ドラマCD付き特装版）       |
| 7    | 大墳墓の侵入者      | 2014年9月11日  | 2014年8月30日  | 978-4-04-729809-5                              |
| 8    | 二人の指導者        | 2015年1月7日   | 2014年12月26日 | 978-4-04-730084-2                              |
| 9    | 破軍の魔法詠唱者    | 2015年7月10日  | 2015年6月29日  | 978-4-04-730473-4                              |
| 10   | 謀略の統治者        | 2016年6月10日  | 2016年5月30日  | 978-4-04-734089-3                              |
| 11   | 山小人の工匠        | 2016年10月12日 | 2016年9月30日  | 978-4-04-734230-9                              |
| 11   | 山小人の工匠        | 2016年10月12日 | 2016年9月30日  | 978-4-04-734231-6 （Blu-ray付き特装版）        |
| 12   | 聖王国の聖騎士 上   | 2017年9月30日  | 2017年9月30日  | 978-4-04-734845-5                              |
| 13   | 聖王国の聖騎士 下   | 2018年4月27日  | 2018年4月27日  | 978-4-04-734947-6                              |
| 14   | 滅国の魔女          | 2020年3月12日  | 2020年3月12日  | 978-4-04-735885-0                              |
| 14   | 滅国の魔女          | 2020年3月12日  | 2020年3月12日  | 978-4-04-735886-7 （フィギュア付き特装版）     |
| 15   | 半森妖精の神人 [上] | 2022年6月30日  | 2022年6月30日  | 978-4-04-736555-1                              |
| 15   | 半森妖精の神人 [上] | 2022年6月30日  | 2022年6月30日  | 978-4-04-737087-6 （イラストカード付き特装版） |
| 16   | 半森妖精の神人 [下] | 2022年7月29日  | 2022年7月29日  | 978-4-04-736556-8                              |
| 16   | 半森妖精の神人 [下] | 2022年7月29日  | 2022年7月29日  | 978-4-04-736554-4 （三方背ケース付特装版）     |

なお、吉開清人と森史絵による朗読で、2018年よりAudibleから、順次データ配信でオーディオブック化されている。

### 漫画

#### オーバーロード
『月刊コンプエース』2015年1月号より2023年7月号まで第一部を連載。作画は深山フギンが担当。
- 丸山くがね（原作）・so-bin（キャラクター原案）・大塩哲史（漫画版協力）・深山フギン（作画）  『オーバーロード』 KADOKAWA〈角川コミックス・エース〉、全19巻
  1. 2015年6月26日初版発行（同日発売[70]）、ISBN 978-4-04-103071-4
  2. 2015年7月25日初版発行（同日発売[71]）、ISBN 978-4-04-103072-1
  3. 2015年12月26日初版発行（同日発売[72]）、ISBN 978-4-04-103857-4
  4. 2016年6月25日初版発行（同日発売[73]）、ISBN 978-4-04-104399-8
  5. 2016年8月26日初版発行（同日発売[74]）、ISBN 978-4-04-104400-1
  6. 2016年12月26日初版発行（同日発売[75]）、ISBN 978-4-04-104679-1
    - 「特装版」同日初版発行（同日発売[76]）、ISBN 978-4-04-104680-7

  7. 2017年5月26日初版発行（5月24日発売[77]）、ISBN 978-4-04-105764-3
  8. 2017年12月26日初版発行（同日発売[78]）、ISBN 978-4-04-106389-7
  9. 2018年4月26日初版発行（同日発売[79]）、ISBN 978-4-04-106390-3
  10. 2018年7月26日初版発行（同日発売[80]）、ISBN 978-4-04-107168-7
    - 「ドラマCD&ステーショナリーセット付き特装版」同日初版発行（同日発売[81]）、ISBN 978-4-04-106727-7

  11. 2019年2月26日初版発行（同日発売[82]）、ISBN 978-4-04-107896-9
  12. 2019年9月26日初版発行（9月24日発売[83]）、ISBN 978-4-04-108688-9
  13. 2020年3月26日初版発行（3月24日発売[84]）、ISBN 978-4-04-108689-6
  14. 2020年11月26日初版発行（11月25日発売[85]）、ISBN 978-4-04-110815-4
  15. 2021年7月26日初版発行（同日発売[86]）、ISBN 978-4-04-111589-3
  16. 2022年1月26日初版発行（同日発売[87]）、ISBN 978-4-04-111590-9
  17. 2022年6月24日初版発行（同日発売[88]）、ISBN 978-4-04-111590-9
  18. 2023年3月25日発売[89]、ISBN 978-4-04-113501-3
  19. 2023年12月26日発売[90]、ISBN 978-4-04-114353-7
    - 「画集付き特装版」同日発売[91]）、ISBN 978-4-04-114352-0

#### オーバーロード＜新＞世界編
『コンプエース コミックコネクト』2024年2月22日より連載。作画担当はMatsuki。深山フギン版コミックの続編。
- 丸山くがね（原作）・so-bin（キャラクター原案）・Matsuki（作画） 『オーバーロード＜新＞世界編』 KADOKAWA〈角川コミックス・エース〉、既刊2巻（2025年3月25日現在）
  1. 2024年9月25日発売[93]、ISBN 978-4-04-115221-8
  2. 2025年3月25日発売[94]、ISBN 978-4-04-115865-4

#### オーバーロード 不死者のOh!
『月刊コンプエース』2017年3月号より連載。作画担当はじゅうあみ。スピンオフ4コマギャグ。
- 丸山くがね（原作）・so-bin（キャラクター原案）・じゅうあみ（作画） 『オーバーロード 不死者のOh!』 KADOKAWA〈角川コミックス・エース〉、既刊14巻（2025年3月25日現在）
  1. 2018年1月10日初版発行（同日発売[96]）、ISBN 978-4-04-106385-9
  2. 2018年2月10日初版発行（同日発売[97]）、ISBN 978-4-04-106386-6
  3. 2018年7月26日初版発行（同日発売[98]）、ISBN 978-4-04-107170-0
  4. 2019年2月26日初版発行（同日発売[99]）、ISBN 978-4-04-107898-3
  5. 2019年9月26日初版発行（9月24日発売[100]）、ISBN 978-4-04-108686-5
  6. 2020年4月25日初版発行（同日発売[101]）、ISBN 978-4-04-109624-6
  7. 2020年11月26日初版発行（11月25日発売[102]）、ISBN 978-4-04-110816-1
  8. 2021年7月26日初版発行（同日発売[103]）、ISBN 978-4-04-111591-6
  9. 2022年1月26日初版発行（同日発売[104]）、ISBN 978-4-04-111592-3
  10. 2022年7月26日初版発行（同日発売[105]）、ISBN 978-4-04-112705-6
  11. 2023年3月25日発売[106]、ISBN 978-4-04-112706-3
  12. 2023年12月26日発売[107]、ISBN 978-4-04-114392-6
  13. 2024年9月25日発売[108]、ISBN 978-4-04-115225-6
  14. 2025年3月25日発売[109]、ISBN 978-4-04-115866-1

## アニメ
テレビアニメ第1期は2015年7月より9月までAT-X、TOKYO MXほかにて放送された。また、第2期が2018年1月〜4月まで、第3期が2018年7月〜10月まで、第4期が2022年7月〜9月まで放送された。
テレビアニメ第1期の劇場版総集編として、2017年2月25日に前編「不死者の王」、同年3月11日に後編「漆黒の英雄」がそれぞれ公開された。2021年4月には「聖王国編」を描く完全新作劇場アニメの製作が発表された。2024年に公開予定。

## ゲーム

### コンピューターゲーム
モモンガクエスト、アルベドクエスト
2015年7月22日よりアニメ公式サイトで展開のTwitterアカウントを使用したミニゲーム。モモンガクエストはクイズ、アルベドクエストはダンジョンアドベンチャーとなっており、それぞれレベルIからIIIに分けて開催。クイズ問題は『もし高校野球の女子マネージャーがドラッカーの『マネジメント』を読んだら』の岩崎夏海が全面監修している。総合ランキング上位者にはオリジナル指輪「リング・オブ・アインズ・ウール・ゴウン」がプレゼントされる。同年8月2日より『アルベドクエスト-レベルII-』、8月19日より『モモンガクエスト-レベルII-』、9月2日より『アルベドクエスト-レベルIII-』、9月16日より『モモンガクエスト-レベルIII-』を開始。
RPGツクールMV×オーバーロード オリジナルRPG
2018年8月1日よりRPGツクールMVを用いて制作され配信されているRPG。PCのダウンロード版（WindowsとMacの両完備）と、PCとスマホからも利用可能なブラウザゲーム版（RPGアツマール）が提供されている。モモンとナーベを操って、アダマンタイト級の冒険者を目指すのが目標。まず第1話と第2話が公開され、同年8月5日より第3話と第4話、8月8日より第5話と第6話、8月10日より最終話が公開された。
DUNGEON OF NAZARICK
2018年8月31日にサンプルが公開された、アクションゲームツクールMVを用いて制作され配信されている2Dアクションゲーム。サンプルの「アクションゲームツクールMV×オーバーロード【Sample Game】DUNGEON OF NAZARICK」はPCのダウンロード版（Windows）のみで、ステージ1が公開後、同年9月4日にステージ2が公開。完全版は後日発売予定となって、2018年12月後半に開始されたAmazonでの予約か、『コミックマーケット95』KADOKAWAブースで販売が行われた。
MASS FOR THE DEAD
オーバーロードを原作とする異世界ダークファンタジーRPG。2019年2月21日より配信開始。基本プレイ無料のアイテム課金制。主題歌はOxTの「MASS FOR THE DEAD」。
PICROSS LORD OF THE NAZARICK
ジュピターが開発しているパズルゲーム『ピクロス』シリーズとのコラボレーション作品。Nintendo Switch用ソフトとして2019年7月25日より配信開始。
OVERLORD: ESCAPE FROM NAZARICK
2D探索型アクションゲーム。Nintendo Switch/Steam用ソフトとしてKADOKAWAより2022年6月16日に発売・配信。開発はエンジンズが行った。

### アナログゲーム
ナザリック地下大墳墓脱出戦 -The escape from Nazarick-
2018年8月17日より特設WEBサイトで催されたリアル謎解きゲーム系イベント。ナザリックに侵入したワーカーとなり、各階層に待ち受ける守護者たちからの謎を解き明かして脱出を成功させるという設定で、掲載されている問題を解くのが目的。ナゾメイトの企画。現在は終了し、問題の解答が掲載されている。
辺境城砦占領戦 -To occupy of the fortress-
2018年11月1日よりアニメ公式サイトで問題を配布し、特設WEBサイトで催されたリアル謎解きゲーム系イベント。ナザリック地下大墳墓脱出戦の続編で、前回脱出した者たちにくだされた最初の命令として、とある土地を制圧するために戦力を集めろという作戦のもと謎解きをする。
OVERGAMBLE 至高の御賽子
2021年4月5日に発売された、ベッティングを組み合わせたボードゲーム。

## パチスロ・パチンコ
パチスロ
- OVER-SLOT「アインズ・ウール・ゴウン 絶対支配者光臨」（2019年8月、オーイズミ）[116]
- パチスロ OVERLORD 「絶対支配者光臨Ⅱ」（2023年3月、オーイズミ）[117]

パチンコ
- PLT OVERLORD 魔導王光臨（2024年3月、Sansei R&D）[118]

## Web動画
『オバマス放送局』
MASS FOR THE DEAD等の情報を配信しているYouTubeのチャンネル。同作のナビゲーションキャラクターであるスライム子がバーチャルYouTuberとして出演している。